# Ludwig von Vincke

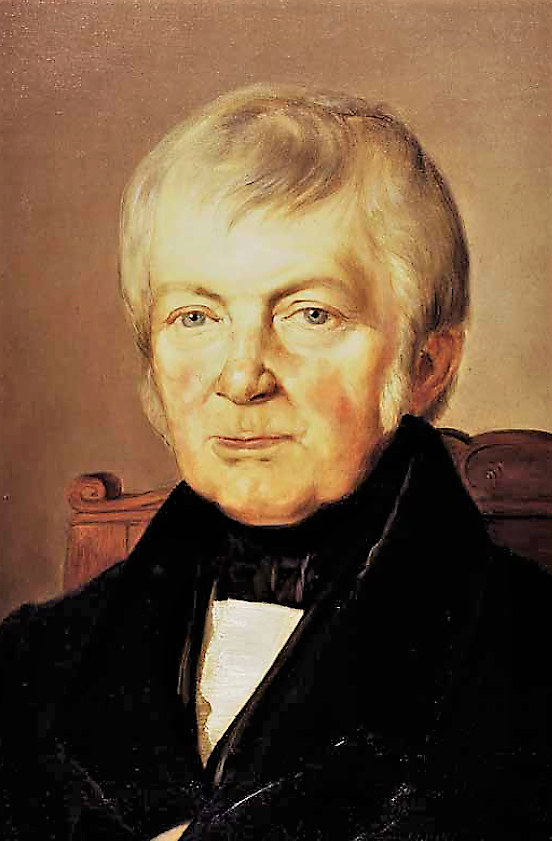
Ludwig von Vincke (Ölgemälde von Friedrich Boser, 1840)

Friedrich Ludwig Wilhelm Philipp Freiherr von Vincke (* 23. Dezember 1774 in Minden, Preußen; † 2. Dezember 1844 in Münster) war ein höherer Verwaltungsbeamter zur Zeit der Preußischen Reformen und der Neuordnung des Staates Preußen nach dem Wiener Kongress. Vincke war von 1815 bis zu seinem Tode 1844 der erste Oberpräsident der neugeschaffenen Provinz Westfalen und amtierte länger als alle anderen preußischen Oberpräsidenten.
Seine Hauptaufgabe in diesem Amt bestand darin, in der aus vielen früheren Territorien zusammengefügte Provinz ein einheitliches Verwaltungssystem aufzubauen. Bei ständigen Inspektionsreisen kümmerte er sich höchstpersönlich und detailorientiert um eine Vielzahl von Administrationsproblemen und erwarb sich eine für Verwaltungsbeamte ungewöhnliche Popularität.
Als Mitglied des preußischen Staatsrats nahm er wesentlich Einfluss auf die konstitutionelle Formung Preußens nach 1815. Zusammen mit einigen weiteren Oberpräsidenten bildete er eine „liberale Fraktion“, die sich für die stärkere Individualisierung der Provinzen und das Selbstverwaltungsrecht der Gemeinden einsetzten. Im Zuge der zunehmenden Tendenz zur Restauration und Zentralisierung verloren sie aber schließlich ihren Einfluss.
Die Qualifikation für diese Tätigkeit hatte er sich durch ein Studium der Rechts-, Staats-, Wirtschafts- und Agrarwissenschaften erworben, dem Tätigkeiten als Landrat im westfälischen Kreis Minden und danach als Präsident mehrerer Kriegs- und Domänenkammern folgten. Von der französischen Besatzungsmacht wurde im Jahr 1807 entlassen. Daraufhin schloss er sich dem Kreis der preußischen Reformer um den Freiherrn vom Stein an. Nach dem Abzug der Franzosen war er von 1813 bis 1815 Zivilgouverneur für die preußischen Westgebiete zwischen Weser und Rhein.

## Leben und Wirken

### Herkunft, Jugend und Ausbildung

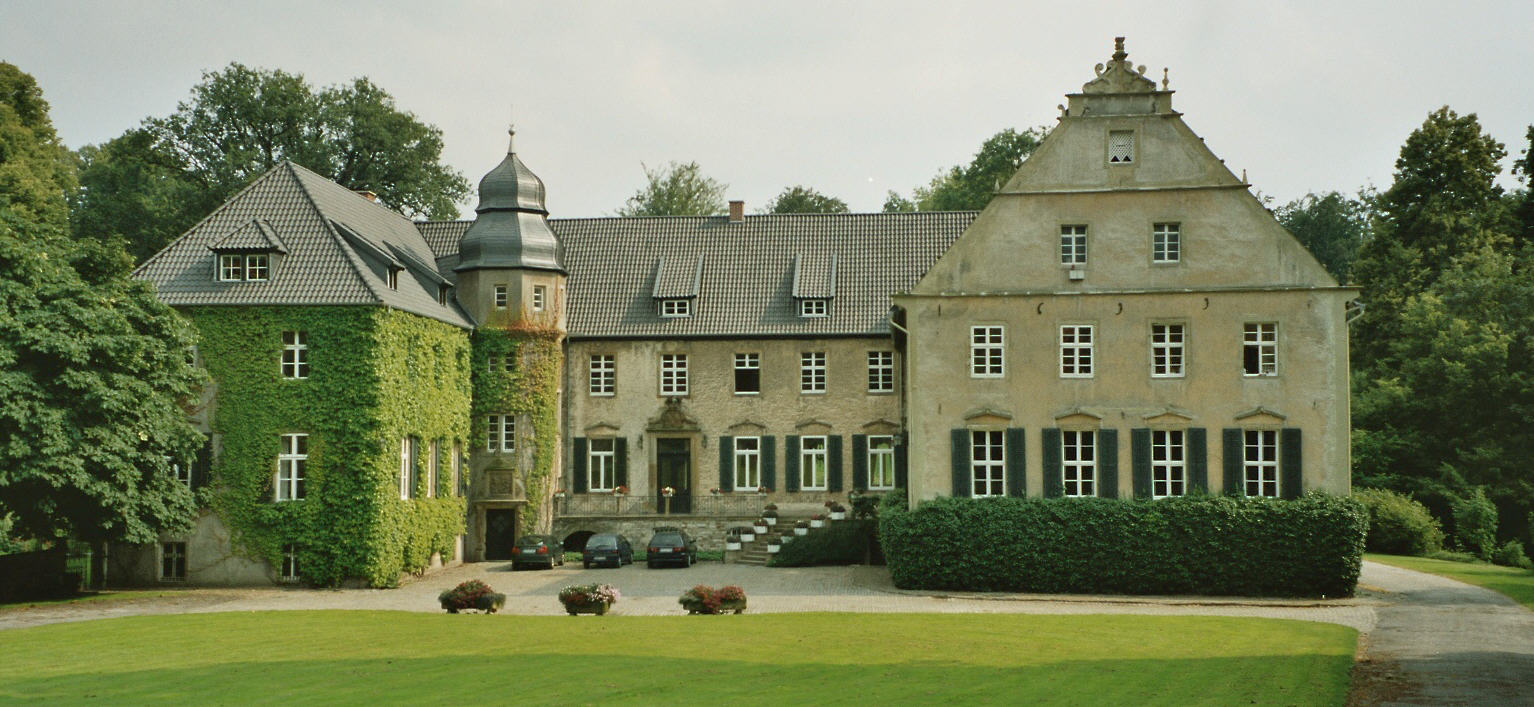
Familiensitz Gut Ostenwalde

Ludwig von Vincke entstammte dem westfälischen Adelsgeschlecht von Vincke. In seiner großen Familie (sechs Töchter und vier Söhne) war er der zweitjüngste Sohn. Ludwigs Mutter war Luise Sophie von Buttlar (5. September 1739–18. Mai 1806), sein Vater Ernst Idel Jobst von Vincke (21. Januar 1738–21. August 1813), Erbherr zu Ostenwalde im Hochstift Osnabrück, der das Familiengut als Fideikommiss verwaltete. Des Weiteren hatte er das Amt des Domdechanten im konfessionell paritätisch besetzten Domkapitel Minden des Mindener Doms inne mit Dienstsitz in Minden, dem Verwaltungssitz des preußischen Territoriums Minden-Ravensberg.

Vinckes Geburtshaus, die Domdechanei Minden

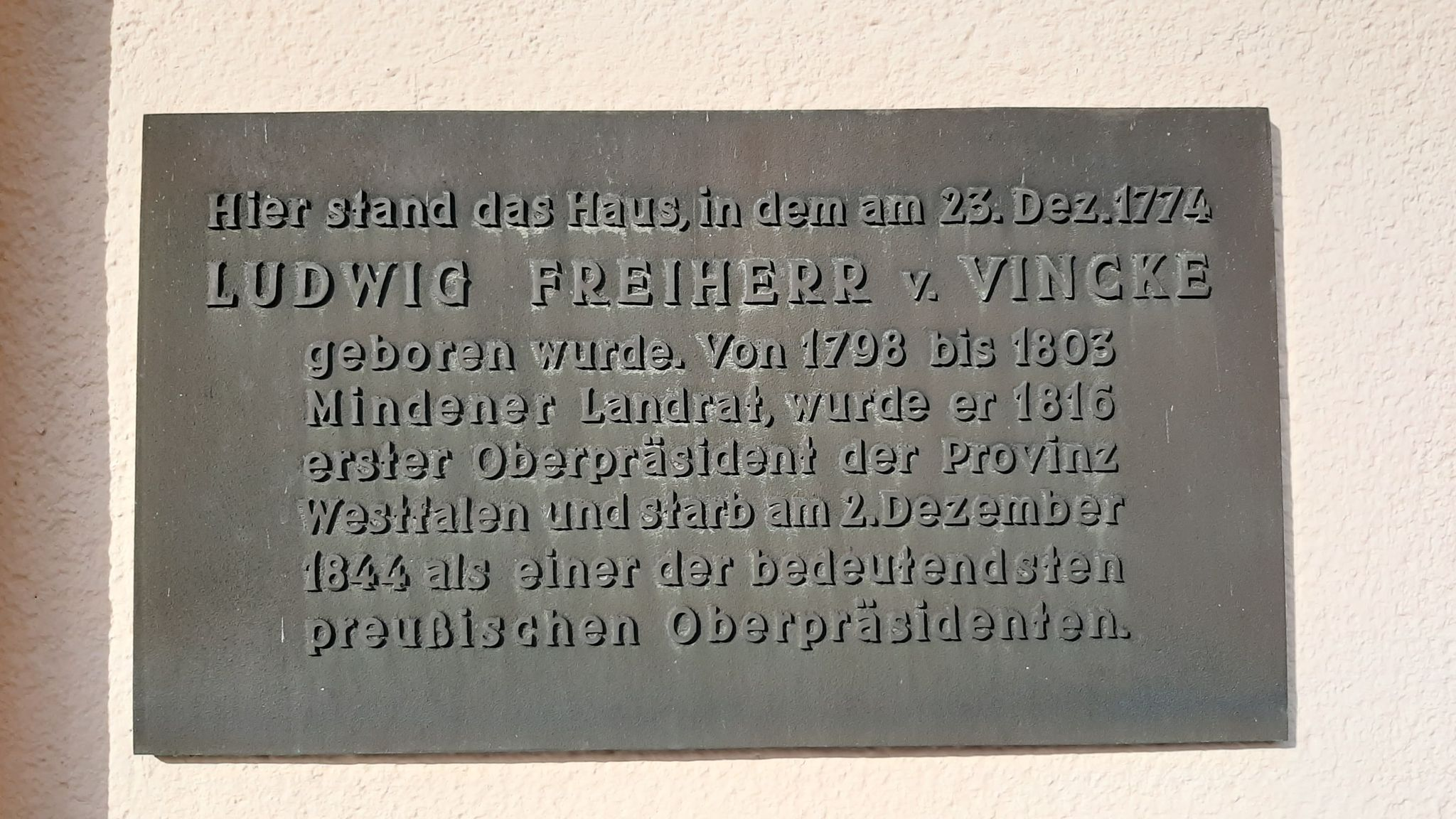
Gedenktafel für Ludwig von Vincke an der Stelle, wo einst sein Geburtshaus stand

Ludwig von Vincke wurde am 23. Dezember 1774 in Minden in der Domdechanei am Großen Domhof geboren und am 3. Januar 1775 in St. Martini getauft. Ersten Unterricht erhielt er durch Privatlehrer. Von 1784 bis 1787 besuchte er das von Pastor Joachim Friedrich Lehzen geführte Knabenpensionat in Hannover, wo er die englische Sprache erlernte und auf eine mögliche Stellung in englischen Diensten vorbereitet wurde. Nach erneutem Privatunterricht besuchte er von 1789 bis 1792 das Königliche Pädagogium von August Niemeyer in Halle (Saale).
Entgegen der Familientradition entschied er sich nicht für eine militärische Karriere, sondern für die Verwaltungslaufbahn im preußischen Staatsdienst. Er konnte zu dieser Zeit sein Studium noch breit anlegen und studierte neben der Rechtswissenschaft auch die damals in der philosophischen Fakultät angesiedelten Disziplinen Staatswissenschaft, Volkswirtschaft, Agrarwesen, Philosophie und Geschichte. Zunächst ging er ab 1792 für drei Semester an die hessische Universität Marburg, wo er im Hause von Johann Heinrich Jung-Stilling, einer seiner Professoren, wohnte. Er setzte das Studium für zwei Semester an der preußischen Universität Erlangen fort, da damals von künftigen Staatsdienern erwartet wurde, zumindest einen Teil des Studiums an einer landeseigenen Hochschule absolviert zu haben, unter anderem bei Johann Ludwig Klüber. Am 24. Mai 1794 stifte Vincke dort das Kränzchen der Erlanger Westfalen. Sein letztes Semester absolvierte er an der hannoverschen Universität Göttingen, wo ihn Johann Stephan Pütter, Ludwig Timotheus Spittler und Georg Friedrich von Martens beeinflussten.
Ende 1794 notierte Vincke im Tagebuch eine „eigentümliche Anhänglichkeit an Westfalen“ und sein Lebensziel: „Eine nützliche Tätigkeit in meinem Vaterlande, das ist der bescheidene Wunsch meiner Seele.“ Dies ist später als sogenannter Westfaleneid in die biografische Literatur eingegangen.
Vincke zeigte schon als Student einen Hang zum Kaufmännischen, zu Handel und Industrie, zur Spekulation und zum Risiko. Er legte Geld in Aktien und Kuxen an und konnte die Eltern überreden, ihm solche zu schenken sowie seine Spielschulden zu begleichen. Er war von den Ideen des britischen Ökonomen Adam Smith über das Wirtschaftsleben aus dessen Hauptwerk Der Wohlstand der Nationen angetan, mochte aber auf den Staat als Anreger und Förderer der Wirtschaft nicht ganz verzichten.
Nach bestandener Eingangsprüfung begann er 1795 als Referendar eine unvergütete Tätigkeit bei der Kurmärkischen Kriegs- und Domänenkammer in Berlin, die er nach dem bestandenen Examen ab dem 2. August 1797 als Assessor in derselben Behörde fortsetzte. Der politische Einfluss seines Schwagers, des langjährigen preußischen Justizministers von der Recke, der ihm Kontakte zu führenden Persönlichkeiten des preußischen Staates verschaffte, gab wohl den entscheidenden Anstoß zu seiner Karriere im preußischen Staatsdienst.
In seiner Berliner Zeit bekam er Gelegenheit zu ausgedehnten Dienstreisen, auf denen er sich einen Überblick über den Zustand der Landwirtschaft und der gewerblichen Wirtschaft verschaffte. Er besuchte die Mustergüter des Grafen Itzenplitz in Brandenburg, der ihm die Bekanntschaft mit dem Agronomen Albrecht Thaer vermittelte; mit ihm stand er von 1799 bis zu dessen Tode 1828 im Briefwechsel. Vincke studierte intensiv Thaers Werk über die englische Landwirtschaft. Weiterhin besuchte er das innovative Gut des Grafen Magnis in Schlesien und interessierte sich besonders für die dortige Merinoschafzucht. Resultate seiner auf den Reisen gewonnenen Erfahrungen beschrieb er im Jahre 1797 in Manuskripten über die Schafzucht, die Leinenfabrikation, den Anbau von Krapp und Seidenpflanzen.

### Landrat im Fürstentum Minden

Administrative Gliederung des Fürstentums Minden um 1800

Als im Jahre 1798 die Position eines Landrats im Fürstentum Minden durch den Rücktritt Philipp von Cornbergs vakant geworden war, machte das Domkapitel, dem neben Vinckes Vater auch seine beiden älteren Brüder angehörten, im Juni 1798 von seinem überkommenen Vorschlagsrecht zur Besetzung Gebrauch und schlug Ludwig von Vincke als einzigen Kandidaten vor, der schon seit 1796 seinem Vater sein Interesse an der Position eines Landrats im westlichen Preußen mitgeteilt hatte Da für dieses Amt nicht nur eine adlige Herkunft, sondern auch der Nachweis rittergutlichen Eigentums Voraussetzung war, wurde ihm ein Gut aus dem Familienvermögen als Eigenbesitz formal überschrieben, das auch die Funktion einer Kaution hatte, da dem Landrat die Führung der Kreiskasse oblag. Am 8. August 1798 ernannte ihn die Regierung zum Landrat des östlichen Kreises im Fürstentum Minden, obwohl er das übliche Mindestalter für Landräte von 35 Jahren noch längst nicht erreicht hatte. Vincke erhielt als Landrat anfangs ein Grundgehalt von 400 Reichstalern mit einigen Zusatzeinnahmen, musste davon aber zeitweise noch Mitarbeiter bezahlen. Er blieb während der gesamten Mindener Zeit von finanziellen Zuwendungen seines Vaters abhängig, wohnte aber nicht in der elterlichen Domdechanei, sondern in einer eigenen Wohnung und zog im Juli 1801 nach Hausberge. Die Funktionen seines Vaters als Domdechant und Standesherr im Fürstentum Minden führten mitunter zu sachlichen Konflikten mit dem jungen Landrat, und zweimal widersetzte sich der Vater aus Standesinteresse erfolgreich den Heiratsabsichten seines Sohnes.
Vincke war der erste Mindener Landrat mit einer professionellen Ausbildung für den Verwaltungsdienst. Sein Dienstbezirk umfasste die Ämter Hausberge, Petershagen und Schlüsselburg, nicht jedoch die Immediatstadt Minden, in der sich sein Dienstsitz befand. Zu seinen Dienstpflichten gehörten Aufgaben der Militärverwaltung (zum Beispiel Aushebung von Rekruten, Versorgung durchziehender Truppen), der Steuerverwaltung und der amtlichen Statistik (zum Beispiel Berichte über den Zustand der Landwirtschaft). Vincke kümmerte sich aber auch um Anliegen, die aus der ländlichen Bevölkerung an ihn herangetragen wurden. Die Pflicht, die belastenden zentralstaatlichen Weisungen gegenüber der Landbevölkerung durchsetzen zu müssen, empfand er sehr bald als drückend. Im Besonderen setzte er sich für den Ausbau der Armenfürsorge und des ländlichen Schulwesens ein. Vinckes direkter Vorgesetzter war der Freiherr vom Stein als Präsident aller preußischen Kriegs- und Domänenkammern in Westfalen und dem Rheinland, der ebenfalls in Minden residierte; das gegenseitige Verhältnis war nicht immer spannungsfrei.

#### Reise nach Großbritannien
Vincke verließ während seiner fünfjährigen Amtszeit zweimal seinen Dienstort zum Zweck größerer Auslandreisen. Im Auftrag von Stein und des Ministers Heynitz reiste er von März bis Oktober 1800 nach England, um Informationen über die Landwirtschaft, Industrie, Arbeits- und Zuchthäuser und „Irrenanstalten“ zu sammeln, womit sie die festgestellte preußische Rückständigkeit zu bekämpfen hofften. Vincke nutze diesen Aufenthalt zu Besuchen bei den Agrarreformern Arthur Young, dem Duke of Bedford auf seinem Musterbetrieb in Woburn und weiteren Farmen in Leicestershire. Nach Abschluss seiner Reise galt er als Fachmann für Schafzucht. Einer seiner Reisebegleiter war der Schweizer Ökonom François d’Ivernois.

#### Reise nach Frankreich, Spanien und Portugal
Erneut war Vincke von November 1801 bis März 1803 von Minden abwesend. Einer Anregung von Friedrich Siegmund Meyer folgend, der Vincke aus seiner Marburger Zeit kannte, erteilte ihm Gottlob Johann Christian Kunth, Leiter des Manufaktur- und Kommerzkollegiums des Generaldirektoriums, den Auftrag, für ein Konsortium brandenburgischer Gutsbesitzer Merinoschafe in Spanien zu beschaffen, mit denen die Zucht in Preußen gefördert werden sollte. Zunächst begab er sich nach Frankreich, wo man schon längere Erfahrungen mit den spanischen Merinos hatte; dort nahm er einige Wochen lang Spanischunterricht. Durch Vermittlung des preußischen Gesandten erhielt er Audienzen beim Ersten Konsul Napoleon Bonaparte und Außenminister Talleyrand. Nach Erledigung seines Auftrags reiste er noch einige Monate durch Spanien und Portugal, ausgestattet mit Empfehlungsschreiben Wilhelm von Humboldts; im Laufe der Reise erhielt er auch Audienzen bei der königlichen Familie und Staatsminister Godoy. Das monarchische System Spaniens erschien ihm im Vergleich zu Preußen als sehr rückständig; so fand er es als Zeuge einer königlichen Inspektionsreise befremdlich, dass jeglicher Kontakt des Monarchen mit der Bevölkerung ausgeschlossen war. Auf der Rückreise durch Frankreich sammelte er nähere Informationen über das französische Verwaltungssystem.

### Präsident von Kriegs- und Domänenkammern

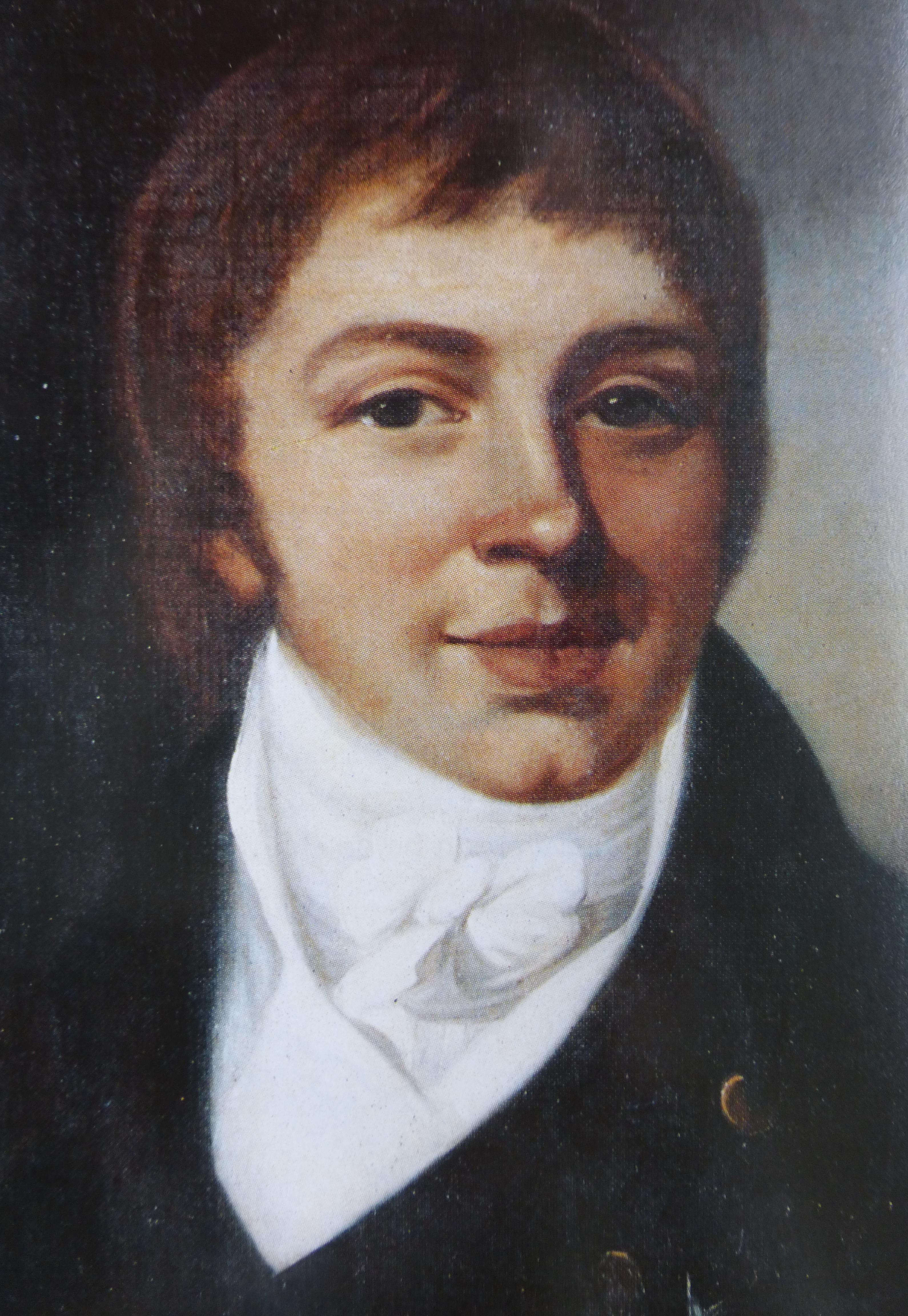
Ludwig von Vincke (Gemälde von Johann Friedrich Winkelmann, 1804)

Sein nächster Karriereschritt erfolgte am 8. Oktober 1803, als er Präsident der Kriegs- und Domänenkammer in Aurich (Ostfriesland) wurde; die Vergütung von 3200 Reichstalern bedeutete eine beträchtliche wirtschaftliche Verbesserung. Dort beschränkte sich seine Tätigkeit auf die Verwaltung des Domänenwesen, die Förderung von Handel und Gewerbe, den Wasser- und Deichbau und die Moorkolonisation. Mehr als in den anderen preußischen Landesteilen waren hier noch alte ständische Rechte, besonders im Steuerwesen, in Kraft. Später bezeichnete er sein Jahr in Ostfriesland als das schönste in seinem Leben.
Bereits am 10. November 1804 wurde er zum Präsidenten der beiden Kriegs- und Domänenkammern in Münster und Hamm ernannt, da deren Präsident Freiherr vom Stein, der diese Position bis dahin wahrgenommen hatte, als Minister nach Berlin berufen worden war; seine Vergütung stieg damit auf rund 3600 Reichstaler. Der Dienstsitz der Kammer war der ehemalige Fürstenhof am Domplatz; Vinckes Wohnung befand sich im linken Flügel des Münsterschen Schlosses, sein Nachbar im rechten Flügel war der kommandierende General Blücher.
Regional waren ihm dort nicht nur die altpreußische, protestantische Grafschaft Mark, sondern auch die 1802 neu erworbenen katholischen Gebiete der ehemaligen Hochstifte Münster und Paderborn sowie des kurkölnischen Herzogtums Westfalen anvertraut. Der dort bisher dominierende katholische Adel stand dem preußischen Staat teils reserviert, teils offen ablehnend gegenüber. Im Unterschied zu Stein, der in seiner Amtszeit noch sehr vorsichtig gegen die antipreußische Opposition taktierte und überkommende Strukturen unangetastet ließ, legte Vincke eine „hitzig[e] Gangart“ an den Tag, während er als Amtsträger vom münsterländischen Adel viel weniger als sein Vorgänger respektiert wurde. Es gelang ihm jedoch, zu einigen prominenten Katholiken wie dem Domdechanten Ferdinand August von Spiegel ein vertrauensvolles Verhältnis aufzubauen. Neben dem Adel fühlte sich das Bürgertum durch neue, strenge Steuergesetze bedrückt, und der Bauernstand fürchtete die Dienstpflicht in der preußischen Armee.
In der Grafschaft Mark, zum Kammerbezirk Hamm gehörig, traf Vincke auf eine für ihn freundliche Atmosphäre, während er die bisherige Verwaltung des Paderborner Landes durch den dortigen Adel, übereinstimmend mit dem Freiherrn vom Stein, abschätzig beurteilte.
Vinckes kurze Amtszeit war angefüllt mit Routinegeschäften und erlaubte ihm nur wenig Eigeninitiative. Er versuchte ein Institut für geistig Behinderte zu gründen, setzte die Bemühungen seines Vorgängers fort, die konfessionell-katholische Universität zu einer modernen Hochschule auszubauen und ließ einen Plan zur Errichtung einer Universitätssternwarte erstellen. Diese Pläne konnten bis zum Ende der preußischen Herrschaft 1806 nicht umgesetzt werden.

### Napoleonische Zeit
Ludwig von Vincke begrüßt es, dass Preußen im Oktober 1806 den Krieg gegen Frankreich begann, nachdem er vorher oft die Untätigkeit gegenüber Frankreich kritisiert hatte. Kurz darauf musste er nach der desaströsen Schlacht bei Jena und Auerstedt erleben, wie stark der französische Sieg von der Bevölkerung in Münster bejubelt wurde. Ende Oktober marschierten französische und holländische Truppen in Münster ein, und Vincke begrüßte Louis Bonaparte, den König von Holland, in der Stadt. Er selbst blieb unter dem Generalgouverneur Daendels Leiter seiner Behörde, die nunmehr als Administrationskollegium (Collège administratif) bezeichnet wurde und in welcher er der einzige Beamte mit hinreichenden Französischkenntnissen war. Vincke war die Finanz- und Polizeiverwaltung unterstellt, womit er auch für die Eintreibung der enormen Kontributionen an die Besatzungsmacht verantwortlich war.

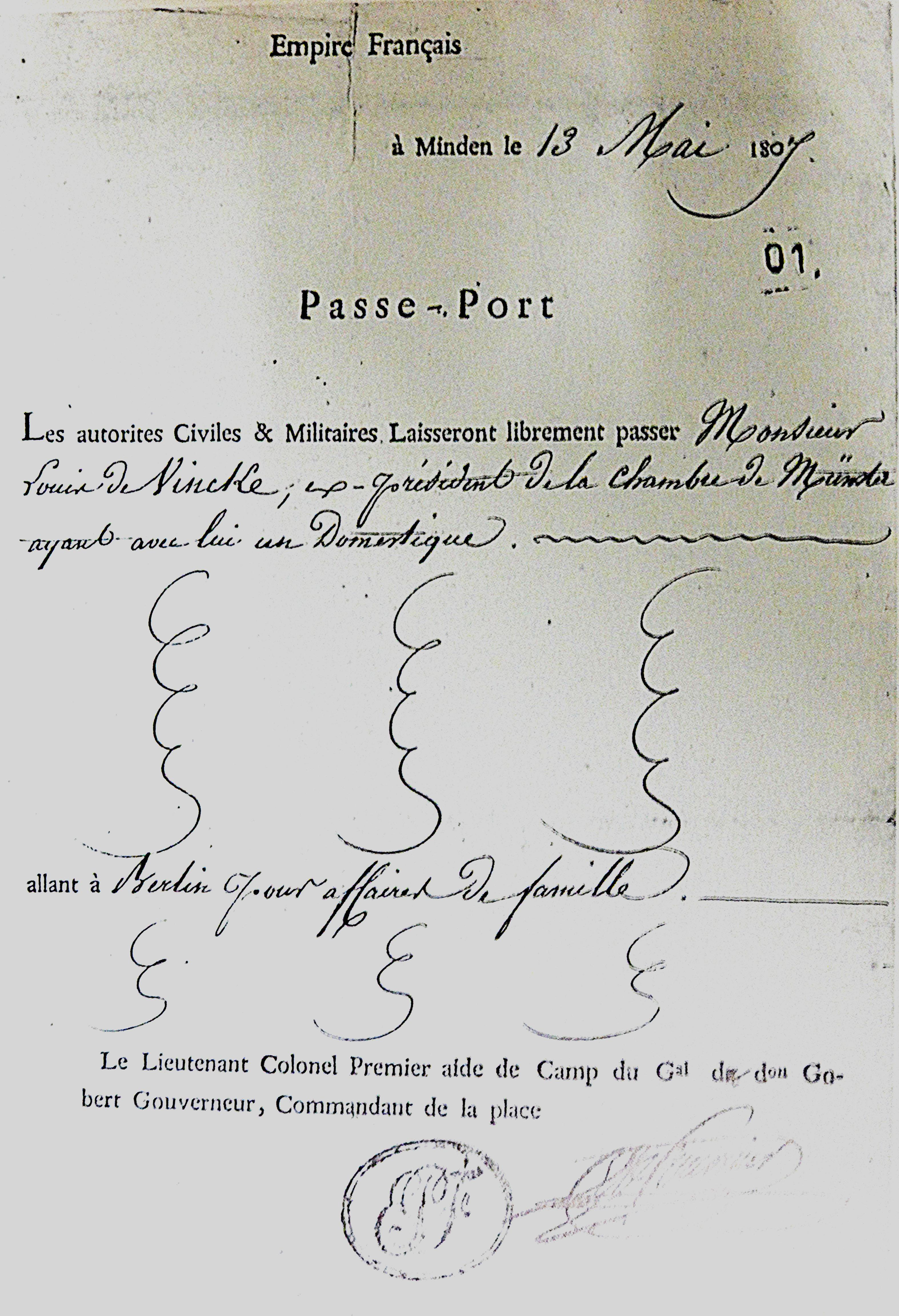
Reisepass der französischen Militärverwaltung für Vincke am 13. Mai 1807, vorgeblich für eine Reise nach Berlin

Schon am 5. November 1806 übernahm der französische Generalgouverneur Loison die Herrschaft. Am 26. November wurde Vincke wie alle Beamten im Generalgouvernement feierlich auf Napoleon vereidigt. Mit dem seit Ende Februar 1807 amtierenden Generalgouverneur Canuel geriet Vincke in Konflikt, weil dieser erhebliche Summen an Tafelgeld für seinen persönlichen Aufwand beanspruchte. Als der münstersche Adel bei Canuel gegen Vincke intrigierte, wurde Vincke zum 30. März 1807 entlassen. Er selbst fand sich damit von einer großen Last befreit.
Nach seiner Entlassung suchte Vincke im April 1807 den Freiherrn vom Stein in Nassau auf und reiste dann weiter nach Minden, wo er sich den notwendigen Pass für eine Reise nach Berlin ausstellen ließ. Er reiste jedoch über Hamburg zunächst nach Altona im dänisch beherrschten Herzogtum Holstein und danach von Tönning per Schiff nach England, wo er am 29. Mai eintraf. Dort beabsichtigte er – eigeninitiativ und auf eigene Kosten –, Möglichkeiten zu einer britischen Invasion an der nordwestdeutschen Küste auszuloten. Zu diesem Zweck traf er sich mit deutschen Exilanten wie zum Beispiel Wilhelm von Dörnberg und dem Fürsten Wittgenstein und sprach beim britischen Außenminister Canning vor. Am 5. Juni verfasste er einen detaillierten Plan über eine Volkserhebung zur Befreiung, die von einer britischen Invasion in Nordwestdeutschland unterstützt werden sollte. Diesen schickte er als Denkschrift an Canning und den preußischen König, aber beide Adressaten blieben in dieser Sache untätig. Vielmehr schickte die britische Regierung zur gleichen Zeit eine Legion hannoverscher Soldaten als Schutztruppe nach Rügen, das unter der Verwaltung des neutralen Schweden stand, da dort ein französischer Angriff erwartet wurde. Erst am 2. August erfuhr Vincke die Details des Friedens von Tilsit, wodurch seine Pläne gegenstandslos geworden waren. Am 11. August reiste er von London ab nach Westfalen.
Vincke nutzte seinen Aufenthalt in England, um sich über die dortige Verwaltung und das Rechtswesen zu informieren. Ihn beeindruckte das Maß an Selbstverwaltung, das der Staat den Bürgern einräumte. Er besichtigte soziale Einrichtungen, zum Beispiel für Behinderte, informierte sich über das Verkehrswesen und neue Entwicklungen in der Industrie. Die gewonnenen Erkenntnisse legte er in einer Schrift nieder, die erst 1815 veröffentlicht wurde.

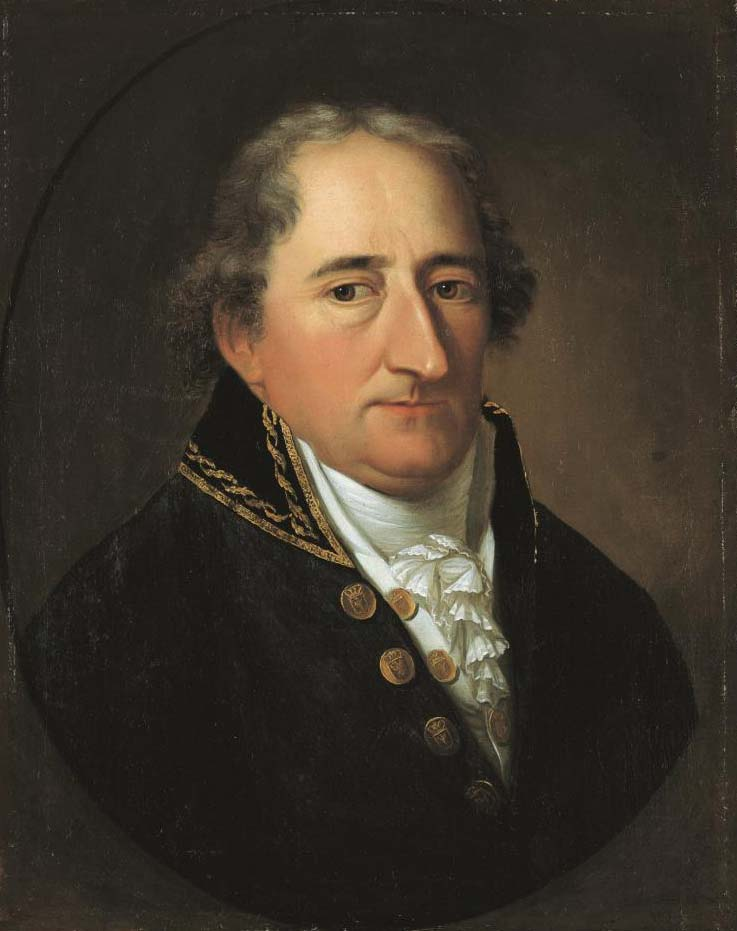
Freiherr vom Stein (Gemälde von Johann Christoph Rincklake, 1804)

Im September erreichte ihn die Bitte Steins, sich zu ihm nach Ostpreußen zu begeben, wo sich zu dieser Zeit die preußische Regierung und der König aufhielten. Im Oktober reiste er zunächst nach Hamburg, um im Auftrag Steins Verhandlungen über eine Anleihe für Preußen zu führen. Danach hielt er sich einen Monat in Berlin auf und gelangte am 30. November 1807 nach Memel. Gleich am nächsten Tag wurde er vom König empfangen, der ihm eine Verwendung im preußischen Staatsdienst in Aussicht stellte.
Vincke hielt sich von Januar bis März 1808 wieder in seinem Elternhaus in Minden auf, wo er erleben konnte, wie sich das neugegründete Königreich Westphalen administrativ etablierte. Von seinem Vater vergeblich bedrängt, in den Dienst dieses Vasallenstaates einzutreten, entschied sich Vincke jedoch für Preußen und beantragte die nötige Erlaubnis von König Jérôme, in den Staatsdienst eines anderen Landes eintreten zu dürfen.
Im engen Kontakt mit Stein verfasste Vincke auf der Basis seiner Erfahrungen aus der Verwaltungspraxis mehrere Denkschriften über die Organisation der Staatsverwaltung, die Personalbewirtschaftung, die ständische Repräsentation, die Kommunalverwaltung, die Finanzverwaltung, das Grundsteuerwesen, die Militärverwaltung, das Konskriptionssystem und die britische Verwaltung.
Der Einfluss Vinckes auf die preußische Reformgesetzgebung ist nur schwer bestimmbar, da keines der Gesetze das Werk eines Einzelnen war. „Vincke selbst hat seine Randposition im Kreis der Reformer durchaus erkannt.“ Mit Stein hatte er Meinungsverschiedenheiten über die Rolle des Adels, die Stein konstitutiv erhalten wissen wollte, unter anderem durch eine direkte Beteiligung an der Exekutive.
Vincke wurde nach Steins Entlassung nach Königsberg gerufen und übernahm im Dezember 1808 eine beratende Funktion im Finanzministerium unter Steins Nachfolger Altenstein, in der er mit der Konsolidierung der Staatsschulden und dem Grundsteuerwesen beschäftigt war. In zwei Gutachten über das Staatsschuldenwesen kritisierte Vincke Anfang 1809 die langjährige Anleihewirtschaft zur Kriegsfinanzierung und schlug zur Schuldentilgung einerseits die Erhebung von Luxussteuern, andererseits die Privatisierung des staatlichen Grundbesitzes (Domänen, Forsten) vor. Weiterhin erstellt er ein Gutachten über die Organisation der Bergämter.
Durch eine Kabinettsorder vom 24. Dezember 1808 wurde ihm die Weiterbeschäftigung zugesagt und das seit Juni 1807 nicht gezahlte Gehalt rückwirkend bewilligt, das er sogleich in Obligationen der Staatsbank anlegte. Vincke erledigte sein Amt nur widerwillig. Ihm missfiel das Intrigenspiel in der Regierung, und von den Ministern Dohna und Altenstein hatte er – im Vergleich zu Stein – nur eine geringe Meinung. Er gab sein Interesse für ein Amt in der Provinzialverwaltung zu erkennen; am 3. März 1809 wurde er mit einem Gehalt von 5100 Reichstalern zum Präsidenten der Kurmärkischen Regierung in Potsdam ernannt, wobei er sich für zwei Jahre verpflichtete. Es gelang ihm, einige ihm aus Westfalen bekannte Beamte zur Mitarbeit in seiner neuen Behörde zu gewinnen.

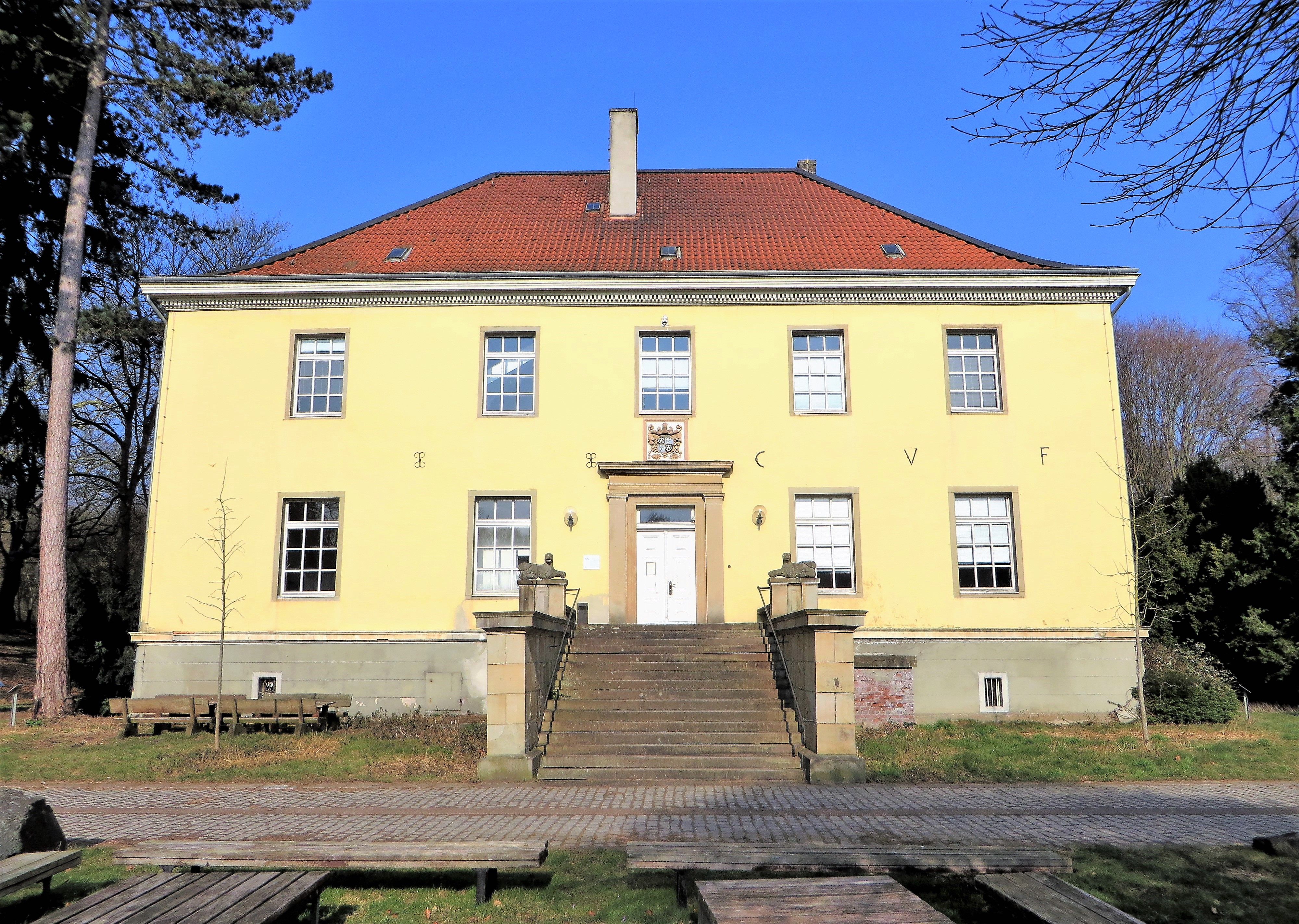
Haus Busch (Hagen)

Bereits zum 31. März 1810 nahm er seinen vorzeitigen Abschied, da sich ihm eine neue wirtschaftliche Lebensperspektive eröffnete. Im Mai 1810 heiratete er Eleonore von Syberg, einzige Tochter des Grundbesitzers Friedrich von Syberg, die er bereits seit 1806 kannte. Nach der Hochzeitsreise, die sie in die Schweiz führte, wohnten sie zunächst auf dem familieneigenen Haus Busch bei Hagen. Vincke übernahm von November 1810 bis 1813 die Bewirtschaftung des Sybergschen Guts Ickern (heute in Castrop-Rauxel), das damals zum Großherzogtum Berg gehörte; er blieb dennoch abhängig von Zuschüssen seiner Eltern und Schwiegereltern. Während eines Besuchs bei Verwandten seiner Frau, den Besitzern von Haus Bodelschwingh (heute in Dortmund), wurde er am 12. März 1813 verhaftet und nach Düsseldorf überstellt; vorher gelang es ihm noch, kompromittierende Schriftstücke zu verstecken. Nach einer Woche wurde er freigelassen, aber auf das linksrheinische Gebiet verbannt. Er lebte bis zum 23. Juli in Flamersheim bei Euskirchen bei seinem älteren Bruder Ernst, der dort ein angeheiratetes Anwesen bewirtschaftete. Danach durfte er nach Minden, das damals zum Französischen Kaiserreich gehörte, zurückkehren, da sein Vater schwer erkrankt war.

### Neuordnung der preußischen Westgebiete
Nachdem die französischen Truppen nach der Völkerschlacht bei Leipzig im Herbst 1813 Westfalen verlassen hatten, wurde es wieder der preußischen Verwaltung unterstellt. Ludwig von Vincke wurde am 14. November in Bielefeld durch General von Bülow zum Generalkommissar für die preußischen Westgebiete ernannt und war ab 27. November als Zivilgouverneur im Generalgouvernement zwischen Weser und Rhein Leiter der inneren Verwaltung mit Zuständigkeit für das Finanz-, Justiz- und Polizeiwesen. In dieser Stellung hatte er sich zunächst mit den Problemen der durchziehenden Truppen und der Konskription auseinanderzusetzen.

### Oberpräsident von Westfalen

#### Das neugeschaffene Amt im Gefüge der Staatsverwaltung

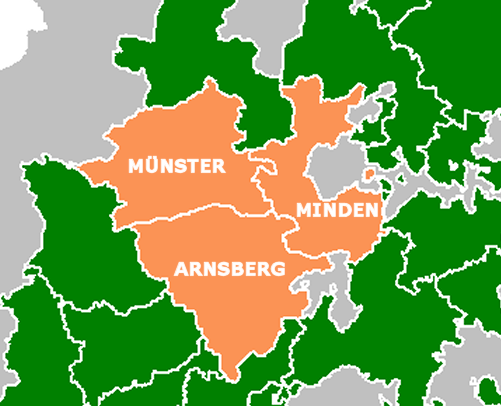
Die Regierungsbezirke der preußischen Provinz Westfalen

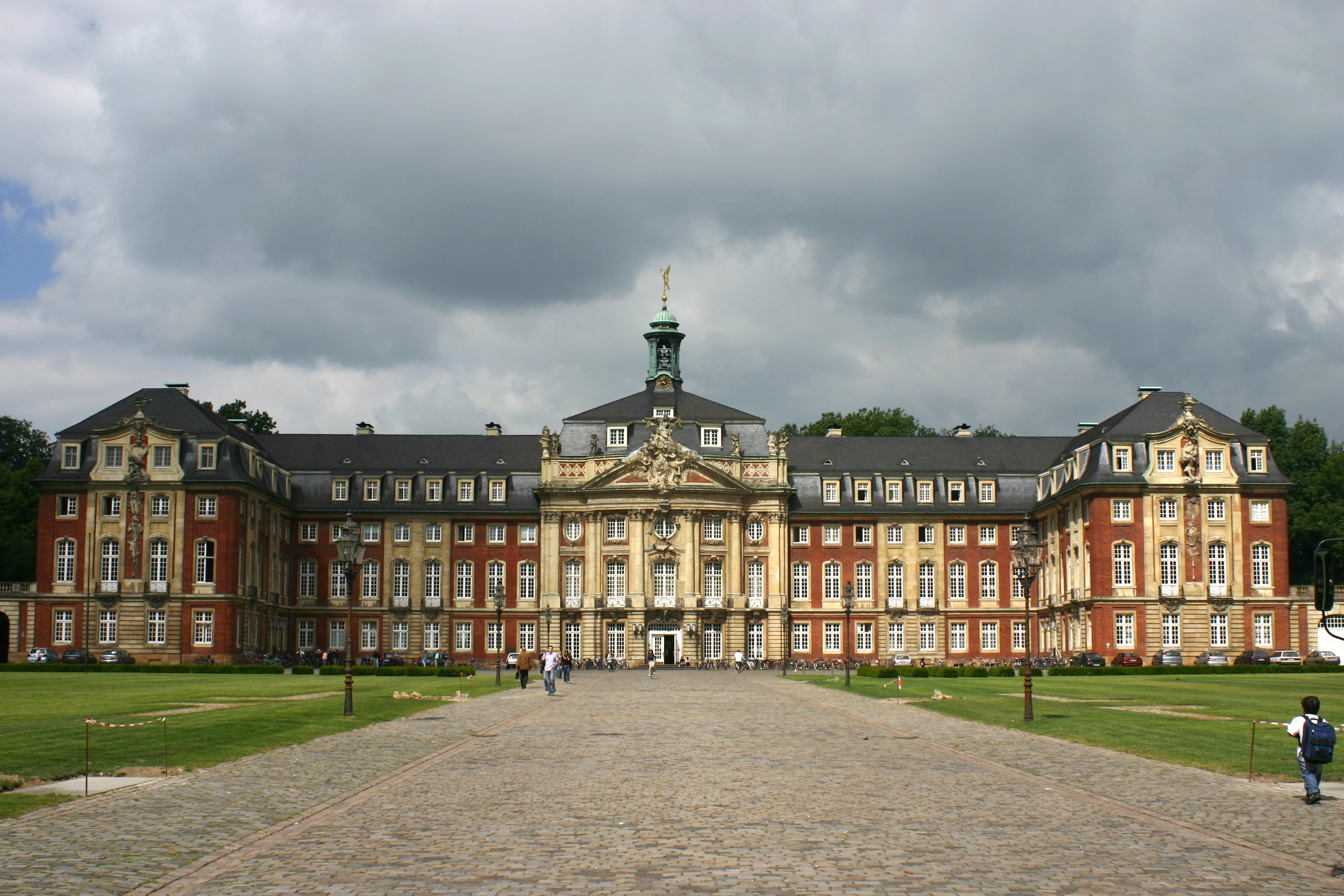
Schloss Münster: Vinckes Wohnsitz 1804–1806 und 1813–1844, 1815–1844 auch Dienstsitz

Bei der territorialen Neuordnung Mitteleuropas nach den Beschlüssen des Wiener Kongresses von 1815 erhielt Preußen einen starken Gebietszuwachs durch einen großen Teil des Rheinlands und Westfalens. Im Rahmen einer gesamtpreußischen Reorganisation der Verwaltung wurde der Staat  im April 1815 in Provinzen untergliedert, an deren Spitze als oberster Beamter jeweils ein Oberpräsident stand. Jede Provinz umfasste mehrere Regierungsbezirke mit einem Regierungspräsidenten an ihrer Spitze. Vincke wurde der erste Oberpräsident in der Provinz Westfalen mit Sitz in Münster, der damals bei weitem größten Stadt Westfalens, und behielt dieses Amt bis zu seinem Tode im Jahr 1844 als Oberpräsident mit der längsten Amtszeit in Preußen. Die Provinz Westfalen umfasste die drei Regierungsbezirke Münster, Arnsberg und Minden, wobei der erste in Personalunion durch Vincke als Regierungspräsident geleitet wurde. Die Doppelbelastung als Oberpräsident und Regierungspräsident bewältigte Vincke dadurch, dass er den Vizepräsidenten Schlechtendahl die laufenden Geschäfte in Münster führen ließ.
Die Oberpräsidenten hatten die Aufgabe, die Arbeit der Regierungspräsidenten zu koordinieren, die Umsetzung der zentralstaatlichen Weisungen zu kontrollieren und über den Zustand der Provinz Bericht zu erstatten. Sie waren zuständig für alle überbezirklichen Aufgaben: Angelegenheiten der Stände, der inneren Sicherheit und des Militärwesens, der Kultus-, Unterrichts- und Medizinalangelegenheiten. Sie waren gegenüber den Regierungspräsidenten und anderen Behörden nicht weisungsbefugt und hatten nur wenig Entscheidungskompetenz. Der Aufgabenbereich dieser neugeschaffenen Instanz im Gefüge des Staatsapparats war nur vage umschrieben und Gegenstand strittiger Diskussionen, an denen sich Vincke eifrig beteiligte. Noch im Jahr 1808 hatte er das neu vorgeschlagene Amt der Oberpräsidenten für überflüssig gehalten, „da sie nur Aufenthalt in alles brächten, ohne irgendeinen Nutzen zu stiften.“ Er wollte kein „Briefträger“ zwischen Ministerien und Bezirksregierungen sein. Nunmehr verstand sich selbst auch als oberster Vertreter der Provinz, der bei der Zentralregierung die Belange Westfalens vertrat. Er setzte sich vergeblich dafür ein, dass das Amt zu einem Provinzialministerium aufgewertet würde.
Unter den Oberpräsidenten bildete sich eine liberale Gruppe heraus, zu der neben Vincke seine rheinischen Kollegen Solms-Laubach und Ingersleben sowie Schön in Ostpreußen gehörten. Sie wirkten durch gemeinsame Memoranden und trafen sich auch persönlich, bis schließlich Staatskanzler Hardenberg diese Zusammenkünfte untersagte, sofern sie nicht ausdrücklich von ihm genehmigt worden waren.
Das Verhältnis zwischen Staat und Bürgern wurde durch die fehlende Einlösung des königlichen Versprechens von 1815 belastet, Preußen eine gesamtstaatliche Verfassung zu geben. Folglich blieb die Einrichtung eines zentralen Parlaments auf der Strecke, und es wurden lediglich Provinziallandtage einberufen mit nur beratender und keiner beschließenden Kompetenz, deren Mitglieder vor allem Adlige und Standesherren sowie die bedeutendsten Steuerzahler waren. Als Anhänger der Selbstverwaltungsidee setzte sich Vincke vergeblich für eine Vermehrung der parlamentarischen Befugnisse ein.

#### Mitglied im preußischen Staatsrat
Als Oberpräsident wurde Vincke 1817 zum Mitglied des neugeschaffenen Staatsrats berufen, dem er bis zu seinem Tode angehörte. Diese Tätigkeit erforderte mitunter monatelange Aufenthalte in Berlin. Als Mitglied der Steuerkommission des Staatsrats, die von Wilhelm von Humboldt geleitet wurde, kritisierte Vincke gleich zu Beginn das Fehlen eines Gesamtetats des Staates mit einem Überblick über dessen Finanzbedarf und die Staatsschulden; als sich daraufhin der Finanzminister außerstande sah, einen solchen vorzulegen, bedurfte es einer königlichen Order, um diesen Missstand abzuhelfen. Von 1821 bis 1823 gehörte Vincke der neu gebildeten Verfassungskommission des Staatsrats an, die vom preußischen Kronprinzen geleitet wurde, und arbeitete dort an der Errichtung der Provinzialverfassung mit.

#### Der Adel und das Ständewesen

Ludwig von Vincke (Ölgemälde von August von der Embde, 1816)

Die Integration des alten, 1803 mediatisierten Adels und der Standesherren erwies sich als besonders konfliktträchtig, ihre Vorrechte, deren Weiterbestehen von der Zentralregierung bestätigt worden war, verstießen gegen Vinckes Vorstellung einer einheitlich organisierten Verwaltung mit einer Rechtsgleichheit der Bewohner. Diese ständischen Sonderrechte im Finanz-, Justiz-, Polizei- und Militärwesen waren auf 40 % der Fläche Westfalens mit einem Fünftel der Bevölkerung wirksam.
Obwohl Vincke die Bevorrechtigung des Adels ständig kritisierte, nutzte er dennoch mehrfach den eigenen familiären Hintergrund für seine Angelegenheiten, nicht nur bei seiner Installation zum Landrat, sondern – wenn auch widerwillig – bei der Unterbringung zweier seiner Töchter in Damenstiften und der Verheiratung einer weiteren Tochter mit einem Grafen aus dem Haus Lippe, wozu jeweils der Nachweis adliger Herkunft erforderlich war. Sein persönlicher Lebensstil unterschied sich von dem beim Adel üblichen und war betont bürgerlich geprägt; so war er 1813 nur schwer zu bewegen, von einer Stadtwohnung in seine Dienstwohnung im Münsterschen Schloss umzuziehen. Seinen Titel und das Adelsprädikat benutzte er nur höchst selten, im höheren Alter gar nicht mehr. In Münster hatte Vincke zahlreiche Kontakte zum dortigen katholischen Adel, allerdings nicht immer spannungsfrei. So wurden während der Kölner Wirren seine Einladungen zeitweise vom örtlichen Adel boykottiert.
Ebenso wie der Freiherr vom Stein sah auch Vincke in einem wohlgeordneten Ständewesen eine wichtige Grundlage der Staatsverfassung. Bei der Aufgabe, im Rahmen der staatlichen Neuordnung Provinzialstände einzurichten, arbeiteten beide eng zusammen und verfassten dazu 1818 eine Denkschrift an Staatskanzler Hardenberg. Im Gegensatz zu Stein wollte Vincke jedoch keine Sonderrolle des Adels akzeptieren. Nach Einrichtung der westfälischen Landstände hatte Vincke als Landtagskommissar von 1826 bis 1843 die staatliche Aufsicht über die westfälischen Provinzialstände, während Stein als Landtagsmarschall bis zu seinem Tode die Sitzungen der Provinziallandtage leitete.
Vincke trieb als Direktor der rheinisch-westfälischen Katasterkommission die Einführung eines Katasters als Grundlage für ein gerechtes Steuersystem voran, stieß dabei aber auf starken Widerstand der Landstände, vor allem im Paderborner Landadel. Auch Stein exponierte sich in dieser Frage als Gegner Vinckes, und es kam darüber zwischen beiden zu einem schweren Zerwürfnis.

#### Kommunalrecht

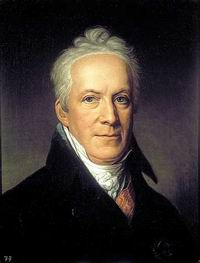
Staatskanzler Hardenberg (Gemälde von Johann Wilhelm Tischbein)

Nach der Wiedergewinnung der Westgebiete strebte die preußische Regierung die Vereinheitlichung der Kommunalverfassung im Staatsgebiet an, da in den Westgebieten noch die Gemeindeordnungen galten, die in der französischen Besatzungszeit in Kraft gesetzt worden waren. Vincke sprach sich 1818 zusammen mit den rheinischen Oberpräsidenten für eine weitgehende Bewahrung dieser Regelungen aus, während die Zentralregierung das System der Ostprovinzen in den Westen übertragen wollte. Strittig waren besonders die Fragen, ob in Kleinstädten und Landgemeinden das gleiche Recht gelten sollte, worauf Vincke nachdrücklich bestand, und ob Großgemeinden mit vierstelliger Einwohnerzahl als unterste politische Einheiten weiterexistieren oder wieder in Einzelgemeinden aufgeteilt werden sollten, was die Regierung forderte. Überdies kritisierte Vincke fehlende verfassungspolitische Vorgaben für das Kommunalrecht, während die Regierung zunächst die Kommunalordnungen als Basis für die geplante gesamtstaatliche Verfassung vorziehen wollte. In dieser konzeptionellen Gemengelage konnte sich die von Vincke maßgebliche gestaltete „progressive Position“ wegen des Scheiterns von Hardenbergs Verfassungspolitik nicht durchsetzen.
Ab 1824 wurde der neu konstituierte Provinziallandtag in die Beratungen eingebunden. Dort machten die Standesherren und Rittergutseigentümer ihren Einfluss geltend, um die Rittergüter als selbstständige gemeindefreie kommunale Einheiten zu definieren und in den Vertretungskörperschaften gesonderte Rechte festzuschreiben; beide Forderungen stießen bei Vincke auf Ablehnung.
Vincke konnte nicht verhindern, dass 1827 eine Kreisordnung erlassen wurde, bevor eine Landgemeindeordnung und eine Städteordnung für Westfalen zustande gekommen waren. Die schließlich 1841 in Kraft getretene Landgemeindeordnung bestimmte zwar im Regelfall die Rittergüter als Bestandteile der Gemeinden, entsprach aber im Übrigen so wenig Vinckes Prinzipien, dass er ernsthaft über seine Demissionierung nachdachte. Einzig bei der konkreten Umschreibung der Gemeinden eröffneten sich für Vincke wegen der Unklarheit des Gesetzes gewisse Spielräume.
Entsprechend seiner Grundposition, dass der herkömmliche Unterschied zwischen Städten und Landgemeinden weitgehend verschwunden sei, sah er die Städte als Relikte vergangener Zeiten, die einem einheitlichen Staatsaufbau im Wege standen; nur die Haupt- und Residenzstädte und die großen Handelsstädte sah er noch als besondere kommunale Objekte an. Gegen Vinckes Willen verabschiedete der Provinziallandtag 1831 die Einführung einer modifizierten Städteordnung für Westfalen, die Vincke daraufhin in der Provinz einführen musste. Er nutzte Spielräume bei der Festlegung der Wahlordnung, um den Einfluss der – oft protestantischen – Beamten als wahlberechtigte Stimmbürger zu erhöhen.

#### Landwirtschaft
Wie schon zu seiner Zeit als Landrat in Minden hatte Vincke auch als Oberpräsident einen besonderen Blick auf die Förderung der Landwirtschaft. In der Frage der Ablösung althergebrachter Verpflichtungen der Bauern im Rahmen der Bauernbefreiung bemühte er sich um einen Interessenausgleich zwischen Grundbesitzenden und Bauern. Er sah die Gefahr der Verschuldung des Bauerntums und der Hofzersplitterung. Daher setzte er sich bei der Regierung – allerdings vergeblich – für ein gesetzliches Verbot von Hofteilungen ein. Er förderte die Gründung von Kreditinstituten im ländlichen Raum.
Bei seinen Inspektionsreisen erkundigte er sich intensiv über den Zustand und die Fortschritte in der Landwirtschaft bis hin in Details und versuchte selbst, Innovationen einzuleiten. Die Domäne Dalheim ließ er zu einem Mustergut ausbauen. Nachdem sich in den Befreiungskriegen ein Mangel an Pferden bemerkbar gemacht hatte, ließ er aus Frankreich Pferde importieren. In der Folgezeit betrieb er die Gründung eines Landesgestüts in Westfalen, das erst nach langen Verhandlungen mit der Regierung 1826 in Warendorf eingerichtet wurde.
Effektive Fortschritte in der Landwirtschaft waren nach Vinckes Ansicht nur gewährleistet, wenn Innovationen die Landwirte schnell erreichten. Darum forderte er, neben zahlreichen anderen Maßnahmen, die Gründung dezentraler Landwirtschaftlicher Vereine zur Fortbildung der Bauern, wie sie schon Albrecht Thaer vorgeschlagen hatte; Vincke hatte die Arbeit solcher Vereinigungen in England studiert. Schließlich wurde 1842 in Berlin mit dem Landesökonomiekollegium eine Zentralbehörde nach dem Vorbild des englischen Board of Agriculture errichtet, die Vincke schon lange gefordert hatte.

#### Wirtschaft, Bauwesen und Verkehr
Als Oberpräsident beobachtete und förderte er die Entwicklung der Wirtschaft in seiner Provinz, hatte aber außer der Abfassung von Denkschriften nur wenig Möglichkeiten effektiv einzugreifen. Seiner Ansicht nach fand der Zustand der Landwirtschaft bei der Zentralregierung zu wenig Beachtung im Vergleich zur Industrie. Trotz seiner liberalen Grundeinstellung kritisierte er den Handelsliberalismus Preußens mit geringen Zöllen und wünschte einen größeren Schutz der produzierenden Industrie.
Bei seinen Inspektionsreisen besuchte er die Baustellen öffentlicher Gebäude und kümmerte sich dort um Einzelheiten wie beispielsweise die Qualität des Baumaterials; er verfasste ein Gutachten über Einheitsmaße von Backsteinen und Dachziegeln an den Provinziallandtag. Er regte Änderungen in der Ausbildung und Prüfung von Bauhandwerkern an, deren Qualität ihm verbesserungsbedürftig schienen. Vincke war Mitglied in Wiederaufbaukommissionen für abgebrannte Ortschaften und tadelte die Behörden, wenn sie den Wiederaufbau an alter Stelle ohne Auflagen gestatteten.
Größere Kompetenzen hatte der Oberpräsident beim Ausbau der Verkehrswege, sofern es sich um überregionale Projekte handelte, die die Grenzen der Regierungsbezirke überschritten. Den Straßen-, Wasser- und Kanalbau sah er als Grundlage für die wirtschaftliche Entwicklung. Vincke setzte sich für die Schiffbarmachung von Ruhr und Lippe ein. Den größten Nachholbedarf im Straßenbau stellte er für den südlichen Teil der Provinz, das ehemals kurkölnische Sauerland fest. Vincke sah im Stand des Straßenausbaus in England, aber auch im dortigen System des privatfinanzierten Baus der Verkehrswege ein Modell, in Preußen ein effektives Verkehrsnetz zu schaffen; der Staat sollte seine Mittel auf den Bau großer überregionaler Straßen konzentrieren. Vincke war auch als Privatperson in die Projekte eingebunden, einerseits als Kapitalgeber für den Straßenbau, andererseits indirekt als Aktionär diverser Bergwerke, denen günstigere Transportmöglichkeiten zur Verfügung standen.
Der Einfluss Vinckes auf den regionalen Straßenbau wird in einer neueren Beurteilung zurückhaltender bewertet. Zwar war er der Oberpräsident „mit der größten Präsenz in den Chausseebauakten“, aber die frühere Darstellung Vinckes als „Chausseeheld“ ist nach Meinung von Gräfenberg nicht berechtigt, da er seinen Einfluss überschätzte und seine Initiativen oft wirkungslos blieben gegenüber den anders gearteten Vorstellungen der Zentralregierung.

#### Sozialwesen
Vincke befasste sich mit der Bewältigung der Sozialen Frage durch Berichte, Denkschriften und eigene Initiativen. In der Zeit als Oberpräsident hatte seine frühere Bewunderung der Ideen Adam Smiths schon stark nachgelassen. Er bezweifelte, dass die sozialen Probleme als Folge zunehmender wirtschaftlicher Liberalisierung ohne Eingreifen des Staates bewältigt werden können. Insbesondere wies er auf das Zusammentreffen des Arbeitsplatzschwundes als Folge der Mechanisierung mit einem starken Bevölkerungswachstum hin. Zur Bekämpfung der unvermeidlichen Pauperisierung empfahl er unter anderem den Einsatz verfügbarer Arbeitskräfte im Straßen-, Bahn-, Kanal- und Festungsbau. Weiterhin dachte er über die Erschwerung von Eheschließungen und die Förderung der Auswanderung nach.
Konkret machte er seinen Einfluss geltend, um die Entlohnung der Fabrikarbeiter, von ihm „Fabriksklaven“ genannt, sicherzustellen und die teilweise übliche Entlohnung mit Naturalien abzustellen. In der Hungerkrise von 1816, des „Jahres ohne Sommer“, beantragte er schon frühzeitig Kornlieferungen aus den Ostprovinzen, die als Folge bürokratischer Verschleppung erst ein Jahr später eintrafen. Vincke mahnte Regelungen zur Kinderarbeit an, die er als solche jedoch nicht ablehnte, da ihm die Notwendigkeit für arme Familien bekannt war. Er ließ auf der lokalen Ebene überkonfessionelle Armenkommissionen ins Leben rufen und war tätiges Mitglied der Armenkommission in Münster.
Schon als Student hatte er die gemeinsame Unterbringung von „Wahnsinnigen, Verbrecher[n] und Waisenkinder[n]“ in Zuchthäusern abgelehnt. Als Landrat wurde er 1801 von Stein als Kommissar der Kriegs- und Domänenkammer Minden mit der Planung einer kombinierten „Landesarmen-, Zucht- und Besserungsanstalt“ betraut, die 1803 in Herford eingerichtet wurde; seine Planung für eine Anstalt für Geistesgestörte im ehemaligen Kloster Marienfeld wurde kriegsbedingt nicht mehr realisiert. Schließlich gelang ihm 1820 die Gründung einer „Landarbeits- und Korrektionsanstalt“ im ehemaligen Kloster Benninghausen bei Lippstadt. Vincke kämpfte weiterhin gegen gesetzliche Regelungen, die diese Anstalten in die Nähe des Strafvollzugs rückten. Zudem brachte er die Erweiterung der ursprünglich nur für das Herzogtum Westfalen konzipierten Anstalt in Marsberg auf den Weg.
Er war 1821 an der Gründung einer Schule für Taubstumme im Kloster Kentrop bei Hamm beteiligt, die kurz darauf nach Münster verlegt wurde, und beantragte den Ausbau einer „Provinzial-Hilflosen-Anstalt“ für verkrüppelte Personen in Geseke. Er bereitete überdies die Übernahme der privaten Schule für Blinde als Provinzialanstalt vor, die 1841 von Pauline von Mallinckrodt in Paderborn gegründet wurde; nach seinem Tode wurde sie als „Vinckesche Provinzial-Blindenanstalt“ bezeichnet.

#### Bildungswesen
Vinckes besondere Aufmerksamkeit galt der Entwicklung der mittleren Ebene mit Bürger- und Realschulen im hierarchischen Schulsystem, für die sich ein stark wachsendes Bedürfnis zeigte. Aber auch im Elementarschulwesen, das dem größten Teil der Bevölkerung vorbehalten blieb und sich in einem schlechten Zustand befand, versuchte er Änderungen durchzusetzen. Schon als Mindener Landrat hatte er im Jahre 1800 in einer umfassenden Bestandsaufnahme die desolate bauliche Situation der meisten Schulen seines Amtsbezirks geschildert, Verbesserungen in der Ausbildung und Dienststellung der Lehrer und der Unterrichtsorganisation gefordert; so lehnte er es aus pädagogischen Gründen ab, dass mehr als 60 Kinder von einem einzigen Lehrer unterrichtet werden. Die damals übliche Finanzierung des Schulwesens durch Schulgeld sollte nach Art einer Schulsteuer auf alle Steuerzahler umgelegt werden. Er forderte die Errichtung von Gewerbeschulen, die in Westfalen erst nach seinem Tode eingerichtet wurden.
Das Provinzialkonsistorium, aus dem 1825 Provinzialschulkollegium mit der Schulaufsicht über die Gymnasien und die Lehrerseminare hervorging, war dem Oberpräsidenten direkt unterstellt, während die Aufsicht über die übrigen Schulen bei den Bezirksregierungen angesiedelt wurden. Als Vorsitzender des Provinzialschulkollegiums betrieb Vincke eine aktive Geschäftsführung. Mitunter befasste er sich direkt mit Angelegenheiten einzelner Gymnasien bis hin zur Einsichtnahme in Abiturprüfungsarbeiten. In der Schulverwaltung zeigte er einerseits eine „gewisse Liberalität“, zum Beispiel in der Zeit nach den Karlsbader Beschlüssen, als er eine verschärfte Aufsicht über die Schulen ablehnte und sich gegen die Zensur von Lehrbüchern wendete. Andererseits erließ er jedoch eine Anordnung, dass den Schulen polizeiliche Unterstützung bei der Aufrechterhaltung von Disziplin und der Unterbindung von Wirtshausbesuchen durch Schüler zugesagt wurde. Seine beiden älteren Söhne ließ er von 1818 bis 1825 von den Privatlehrern Friedrich Wilhelm Hinzpeter und Adolf Heinrich Gräser unterrichten.
Generell war Vinckes Tätigkeit für das Schulwesen durch ein jahrzehntelanges Ringen um den Ausgleich divergierender Interessen geprägt. Vincke war Gegner einer konfessionell aufgespaltenen Schulverwaltung und strebte die Verbannung aller Religionsunterschiede aus dem Schulwesen an.
Nach der Wiedergewinnung der preußischen Westgebiete stand die Ausstattung mit Hochschulen im Raum. Die bisherige Universität Duisburg sollte aufgelöst werden, und die Universität Münster, die seit 1814 steigende Immatrikulationszahlen aufwies, war nicht vollständig ausgebaut. Von der Zentralregierung wurde die Konzentration auf einen Standort für das Rheinland und Westfalen bevorzugt und dazu Bonn favorisiert. Vincke, der sich noch um 1805 um den Ausbau der Universität Münster bemüht hatte, schwenkte schnell auf diese Linie ein. Als Gründe vermutet Duchhardt, dass sich die Münsteraner Professoren zu wenig reformfreudig zeigten und dass er einen zu großer Einfluss des Klerus auf die Universität und Schwierigkeiten bei der Erweiterung mit einer evangelisch-theologischen Fakultät in der Bischofsstadt befürchtete. Übrig blieben in Münster nur eine Theologisch-Philosophische Akademie und eine Chirurgische Lehranstalt.

#### Religion
Ludwig von Vincke war ein überzeugter und frommer Lutheraner, den die katholische Liturgie befremdete. Andererseits stand er der protestantischen Erweckungsbewegung, die in Westfalen einen Schwerpunkt hatte, skeptisch gegenüber. Ab der Mitte der 1820er Jahre näherte sich unter dem Einfluss eines Werkes von August Tholuck dem Pietismus an. In den innerprotestantischen Querelen, die durch die Gründung der Altpreußischen Union verursacht wurde, nahm er eine vermittelnde Position ein. Vincke verzögerte die Umsetzung einer ministeriellen Verfügung zur Einsetzung einer neuen Agende für den protestantischen Gottesdienst in Westfalen, die dort auf heftigen Widerstand stieß. Da er Unruhen nicht für ausgeschlossen hielt, bat er die Regierung um Anweisungen für den Fall, dass Ordnungskräfte eingesetzt werden müssten, woraufhin der Druck der Zentralbehörde nachließ. Einige Jahre später wurde eine Kommission eingesetzt, die einen Kompromiss erarbeitete, so dass die Agende mit zehnjähriger Verspätung im Jahre 1835 eingesetzt werden konnte. Das Recht des Königs, diese Agende zu erlassen, stellte Vincke jedoch niemals in Frage.

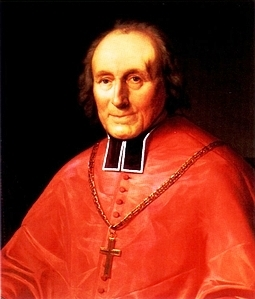
Clemens August Droste zu Vischering, als Generalvikar und Weihbischof Vinckes Kontrahent in Münster

Die Integration der Landesteile mit unterschiedlicher religiöser Konfession in den preußischen Staat, der von den Katholiken als protestantisch dominiert wahrgenommen wurde, blieb ein dauerhaftes Problem, nicht zuletzt dadurch, dass als leitende Beamte auch in den katholischen Gebieten vorzugsweise Protestanten eingesetzt wurden. Vincke trat für die Gleichberechtigung von Katholiken und Protestanten ein und kritisierte die Disparität bei der Stellenbesetzung im Staatsdienst. Die innerstaatlichen Versetzungen von Beamten und die langsam zunehmende Mobilität der Bürger führten zu einer größeren Zahl sogenannter Mischehen, die Streitpunkte mit den Kirchen verursachten, besonders über die Frage der Konfessionsbestimmung der Kinder. Dieses gesamtstaatliche Problem erreichte auch Westfalen, wo Vincke mit einer Denkschrift zu schlichten versuchte. Es gelang ihm, ein konstruktives Verhältnis zu einigen einflussreichen Katholiken aufzubauen, zum Beispiel den Generalvikar und späteren Bischof Ferdinand August von Spiegel, während der Generalvikar Clemens August Droste zu Vischering durchweg in starker Opposition zu ihm stand. Als jedoch Droste, nunmehr Erzbischof in Köln, in der Zeit der Kölner Wirren 1837 verhaftet und im westfälischen Minden unter Hausarrest gestellt wurde, fand auch Vincke das als unangemessen und bemühte sich um seine Freilassung.
Schon in der Reformzeit hatte sich Vincke Gedanken über das Verhältnis von Staat und Kirche gemacht. In der Religiosität der Bevölkerung sah er eine wichtige soziale und politische Funktion, deren Förderung er als Staatsauftrag sah. Von den Beamten erwartete er ein beispielhaftes Verhalten und die aktive Teilnahme an der Kultusausübung.
Vincke war als Patron für die „Märkische Bibelgesellschaft“ tätig, die sich in Iserlohn um den Pfarrer Johann Abraham Strauß gruppierte und zu deren prominentesten Mitgliedern unter anderem der Tuchfabrikant Friedrich von Scheibler sowie der Landrat Peter Eberhard Müllensiefen gehörten.

#### Antisemitismus
In deutlichem Gegensatz zu seinen mitunter liberalen politischen Ansichten positionierte Vincke sich zu der Zeit, als die bürgerliche Emanzipation der Juden in die Wege geleitet wurde, vom Standpunkt der traditionellen, von vielen Zeitgenossen geteilten antisemitischen Vorurteile gegen das Judentum, gegen die Juden als Personen und gegen ihre Religion. Erleichtert wurde das durch den Umstand, dass die emanzipatorischen Bestimmungen des Judenedikts von 1812 nur für Preußen in seinen damaligen Grenzen galten und eine Übertragung auf das gesamte, 1815 erweiterte Staatsgebiet unterblieb. Dieser Schwebezustand gab Raum für Rechtsunsicherheit und verstärkte Repressionen.
Als sich der 1. Westfälische Provinziallandtag mit einem Beschluss an den König wandte, den Juden das durch die französische Besatzungsmacht zuerkannte Bürgerrecht wieder zu entziehen, erweiterte und verschärfte Vincke die Landtagsvorschläge in einer persönlichen Stellungnahme an den Innenminister vom 6. Februar 1827. In dieser verließ Vincke die ihm eigene zeit- und amtstypische Diktion und erhob scharfe Angriffe gegen das Judentum. Für Westfalen konstatierte er einen „gräulichen Druck des Judentums“ mit „fremdartiger unvertilgbarer Religiosität“. In der jüdischen Religion sah er die Wurzel allen Übels, er forderte „das Judentum in dem Juden zu vertilgen“ und damit die Juden ihrer Identität zu berauben. Vincke zufolge führten die Juden ein „Schmarotzerleben“, das durch „Hausier- und Schacherhandel als natürliche Bestimmung“ gekennzeichnet sei, während sie für „langsam lohnende körperliche Anstrengungen und Ruhe keine Geduld finden“. Die Armut der Bauern im Paderborner Land sah er verursacht durch „den verderblichen Einfluss der Ansiedlung so vieler lediglich vom Schacherhandel lebenden Juden auf dem platten Lande“.

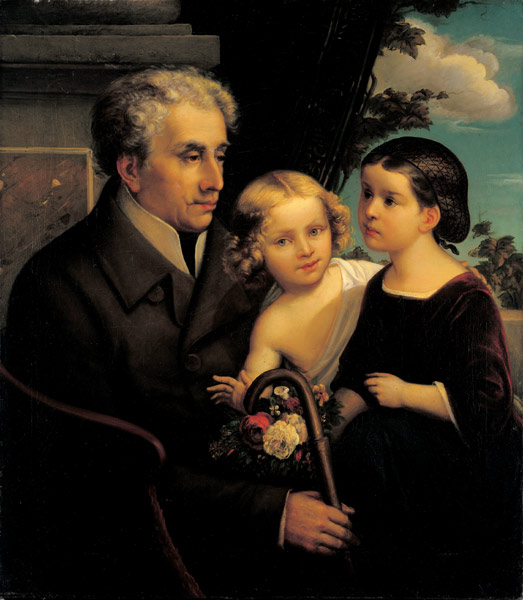
Alexander Haindorf (Gemälde von Caspar Görke, 1854)

Vinckes Ansichten waren weniger rassisch als vielmehr religiös motiviert, sein Glaube an den „unendlichen Vorzug des Christentums“ gegenüber dem mosaischen Glauben war tief verwurzelt. Dementsprechend sah er die Chance, die Juden durch Bildung und Erziehung ans Christentum heranzuführen, sein Ziel lag in der Konversion der Juden zum Christentum. Die Enttäuschung über den unzureichenden Erfolg derartiger Bemühungen führten ihn zu der radikalen Forderung, die Juden vor die Wahl zu stellen, „innerhalb einer zehnjährigen Frist entweder sich taufen zu lassen oder aber das Reich unerläßlich zu räumen“. In der NS-Zeit wurde ihm dies als „romantische Ideologie“ von einer „mystischen Besserung durch Taufe“ vorgeworfen, obwohl er „moderner Erkenntnis des Judentums als eines völkischen Problems“ nahe gekommen sei.
Zu einigen Juden hatte Vincke freundschaftliche Beziehungen, unter anderen Michael Friedländer und Alexander Haindorf. Vincke war Mitglied von Haindorfs „Verein zur Beförderung von Handwerken unter den Juden und die damit verbundene Schulanstalt, worin arme und verwaiste Kinder Unterricht und künftige Schullehrer gebildet werden sollen“, unterstützte dessen Ausweitung auf ganz Westfalen und die Rheinprovinz als „Verein für Westfalen und Rheinprovinz zur Bildung von Elementar-Lehrern und Beförderung von Handwerkern unter den Juden“ und war von 1835 bis zu seinem Tode dessen Präsident. Vincke erreichte im Jahre 1839 die offizielle Anerkennung von Haindorfs als Stiftung geführtem Institut, der späteren Marks-Haindorf-Stiftung. Im Gegensatz zu Haindorf, der als Ziel eine „Amalgamisierung“ des Juden- und Christentums verfolgte, sah Vincke nur den Übertritt vom Judentum zum Christentum als Ziel seiner Bemühungen; dem diente auch seine Mitgliedschaft in der „Gesellschaft zur Beförderung des Christentums unter den Juden in den königlich-preußischen westfälischen Provinzen“.

#### Pflege der provinziellen Identität
Zur Förderung der Identität der neu geschaffenen Provinz hatte für Vincke die Geschichtspflege eine tragende Bedeutung. Er erstellte bereits kurz nach der Provinzgründung im Jahr 1816 einen Plan zur Zusammenführung aller für den Staat erreichbaren Archive auf Provinzebene, um das bisher verstreut liegende Material der administrativen und wissenschaftlichen Nutzung zugänglich zu machen. Jedoch lehnte er den Plan Hardenbergs ab, das gesamte Archivmaterial Preußens in einem Zentralarchiv zusammenzufassen. Er übernahm das gemeinsame Kuratorium der Verein für Geschichte und Altertumskunde Westfalens, die sich in den 1820er Jahren in Münster und Paderborn bildeten.
Darüber hinaus zählte er zu den Mitgliedern des „Literarischen Vereins der Grafschaft Mark“, der zu jenem Zeitpunkt unter der Leitung des Schwerter Pfarrers, Arztes und Naturforschers Friedrich Bährens stand und von 1814 bis 1860 existierte.

### Tod und Begräbnis

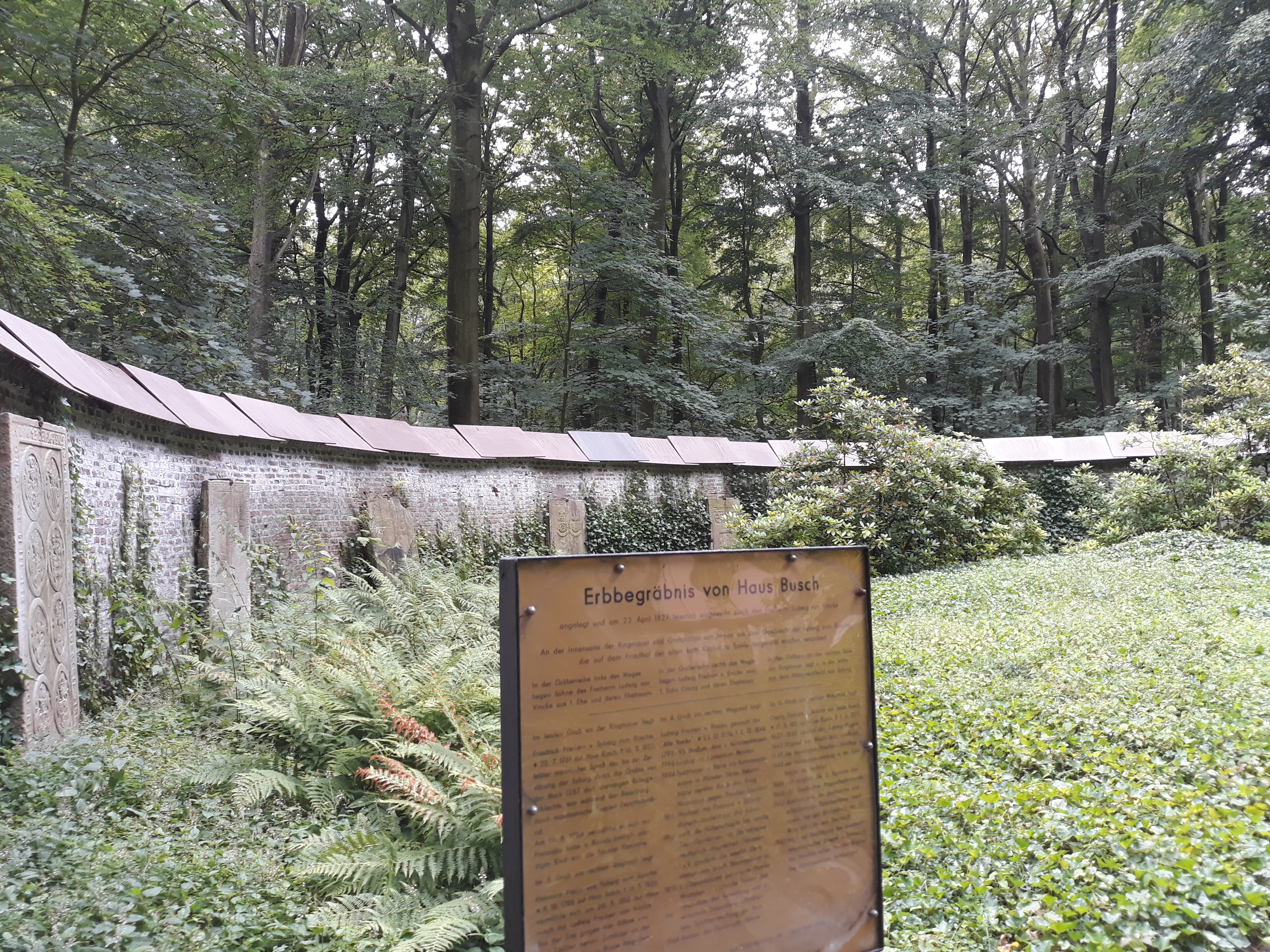
Familiengruft mit Grab Ludwig von Vincke in Hagen

Ludwig von Vincke wurde Mitte November 1844 auf einer Dienstreise in Warendorf mit seiner Kutsche in einen Unfall verwickelt und leicht verletzt. Seinen letzten offiziellen Auftritt hatte er in Minden auf dem projektierten Bahnhofsgelände der Cöln-Mindener Eisenbahn am 9. November 1844, von diesem Tage datiert sein letzter Tagebucheintrag. Nachdem sich sein Zustand in Minden durch einen Schlaganfall verschlimmert hatte, verstarb er wenige Tage später am 2. Dezember in Münster kurz vor seinem siebzigsten Geburtstag. Er wurde am 5. Dezember 1844 auf einem heute denkmalgeschützten Privatfriedhof für die Familie Vincke nahe Haus Busch im Hagener Stadtteil Helfe beigesetzt. Die Anlage des Friedhofs hatte er selbst im Jahre 1827 veranlasst, nachdem seine Ehefrau 1826 und sein Schwiegervater 1827 durch einen katholischen Geistlichen auf dem Friedhof einer katholischen Gemeinde beerdigt worden waren, in deren Bezirk Haus Busch lag.

### Die Tagebücher
Ludwig von Vincke dokumentierte einen großen Teil seines Lebens und Wirkens in einer umfangreichen Serie von Tagebüchern. Er begann als Zwölfjähriger mit Reiseaufzeichnungen und führte die Aufzeichnungen ab 1789 mit nur wenigen Unterbrechungen bis zum Monat vor seinem Tode 1844 fort.
Die Aufzeichnungen sind eine Fundgrube für die jeweilige Sozial-, Agrar- und Wirtschaftsgeschichte der Räume, in denen er sich aufhielt. 
Man kann den Tagebüchern eine Vielzahl von Informationen über das „Staats- und Lebensgefühl der führenden Stände“ sowie den „intellektuellen und moralischen Zuschnitt der hohen Beamtenschaft“ entnehmen; jedoch findet man keine bedeutenden Aufschlüsse über die innere Politik Preußens.
Vincke schrieb die Tagebücher nicht im Hinblick auf eine spätere Publikation. Dafür enthalten sie zum Teil sehr persönliche Einträge über sein Verhältnis zu ihm nahestehenden Personen. Die „Mitteilungen [tragen] von vorneherein den Stempel großer Aufrichtigkeit, aus ihnen tritt die Persönlichkeit des Schreibers ohne bewußte  Verhüllung oder gar Verfälschung hervor.“
Der Gesamtumfang besteht aus 24 Tagebüchern im Klein-Oktavformat mit insgesamt ca. 7250 Seiten, zusätzlich liegen einige Reise-Tagebücher vor. Pläne zur Edition der Tagebücher bestanden seit 1947. Nach einer ersten Teilpublikation durch Graf von Westphalen 1982 wurden sie von 2009 bis 2022 in einer elfbändigen Edition veröffentlicht als Gemeinschaftsprojekt dreier Institutionen: des Landesarchivs Nordrhein-Westfalen, Abteilung Westfalen, der Historischen Kommission für Westfalen und des Vereins für Geschichte und Altertümer Westfalens, Abteilung Münster, wobei die Arbeit von renommierten Historikern und Archivaren auf ehrenamtlicher Basis geleistet wurde.

## Rezeption

### Beurteilungen

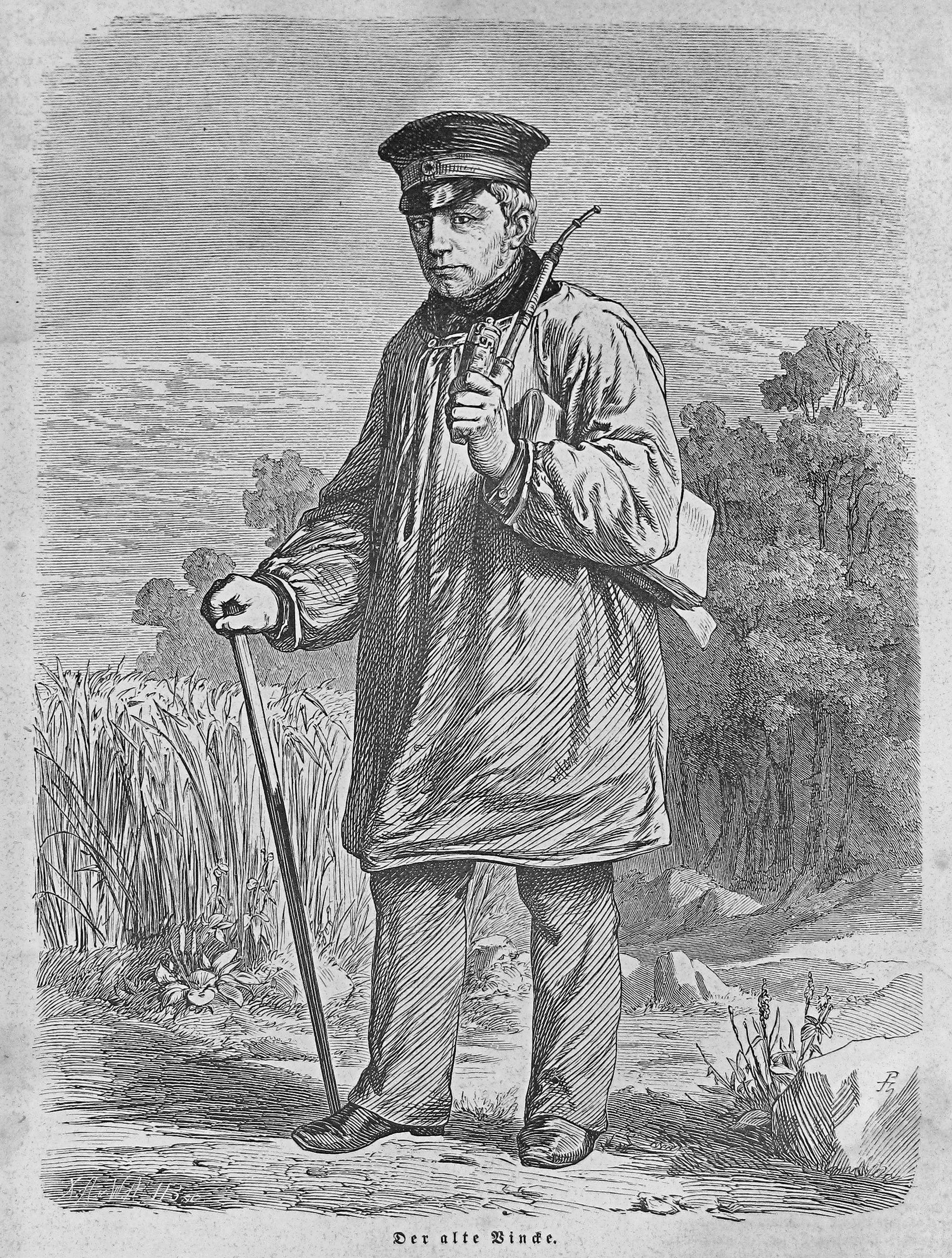
Vincke bereist die Provinz (Zeichnung in Die Gartenlaube, 1863)

Vincke war schon zu Lebzeiten eine legendäre Gestalt; Westphalen spricht von einem „Mythos Vincke“. Er setzte das Motto seiner praktischen Amtsführung, ein „reisender, kein schreibender Beamter“ zu sein, mit großer Konsequenz um. Mit den persönlichen Inspektionen seiner Provinz erlangte er einen für leitende Verwaltungsbeamte außergewöhnlichen Bekanntheitsgrad; die Art seines Umgangs mit allen Schichten der Bevölkerung, aber auch seine Gewohnheit, oft nach der Art der ländlichen Bevölkerung gekleidet – im blauen Leinenkittel mit Landwehrmütze und Pfeife – zu erscheinen, verschaffte ihm eine beträchtliche Popularität und war Quelle vieler Anekdoten. Auch seine Vorliebe zum Besuch von Schützenfesten wirkte in diese Richtung. Nach Jakobi war Vincke von seinem Herkommen und Habitus kein urbaner Mensch und blieb der Lebensform eines Landadeligen verbunden, ohne den Blick für die Potenziale der Städte im Industriezeitalter zu haben.
Zwar fand der Tod Vinckes weithin Beachtung in zahlreichen Nachrufen, machte jedoch, nach Schilderung des örtlichen Philologen Ferdinand Deycks, in Münster wenig Eindruck: „Seine Bestattung ging ohne Sang und Klang vor sich.“ Und die Schriftstellerin Annette von Droste-Hülshoff schrieb: „… daß Vincke starb und begraben ward, ohne daß ein Hahn darnach krähte.“
Westphalen charakterisiert die Persönlichkeitsunterschiede von Stein und Vincke: „Stein war Staatsmann und darauf angelegt, im großen zu denken und zu wirken. Vincke war ganz Beamter, durchaus geeignet zum Präsidenten, aber nicht zum Minister – was er selbst gewußt hat.“ Während Nipperdey Vincke dem reformfreudigen Teil des Adels zuordnet – von ihm als „deutsche Whigs“ bezeichnet –, der sich mit dem Großbürgertum gegen den „bürokratischen Absolutismus“ verbündete, sehen ihn Bahne und Knackstedt als „vorbürgerlich“ und weder den Liberalen noch den Konservativen stringent zuzurechnen. Die Art seiner Amtsführung, mit vielen Bekanntschaften durch Besuche, auf Reisen und in Briefen den Meinungsaustausch zu pflegen, wird heute als „networking-Methode“ gesehen.
Die erste Publikation über Vincke erschien kurz nach seinem Tod ab Januar 1845 als anonyme Artikelserie in der Zeitung „Der Sprecher oder Rheinisch-Westfälischer Anzeiger“. Der später identifizierte Autor Friedrich Arnold Steinmann beschrieb ihn unter Berücksichtigung der strukturellen Rahmenbedingungen seines Wirkens von einem liberalen Standpunkt aus mit kritisch abwägendem Urteil. Er würdigte nicht nur den Verwaltungspraktiker, sondern auch dessen Schriften über bäuerlichen Grundbesitz in Westfalen (1824) und die Verwaltung Großbritanniens (1815). Derselbe Autor legte 1858 eine Gesamtbiographie Vinckes vor, die aber die Zeit des Oberpräsidentenamtes nur kurz behandelte. Steinmann zeigte von seinem eigenen liberalen Standpunkt ausgehend Vincke als „reformfreudigen Beamten aus der liberalen Vormärztradition“ als Gegenbild zur späteren reaktionären Verwaltung.
Ernst von Bodelschwingh begann mit Zugriff auf Vinckes Nachlass eine umfangreiche Biographie, die durch ihren Quellenreichtum bis heute unersetzt ist. Infolge Bodelschwinghs Tod konnte nur ein Band erscheinen, der die Zeit als Oberpräsident nicht mehr beinhaltet. Er schuf mit seiner Biographie ein „verklärendes Vincke-Bild“, das bis in die jüngste Zeit wirksam blieb. Sein Sohn Friedrich von Bodelschwingh druckte Teile der Materialsammlung zum zweiten Band seines Vaters im „Westfälischen Hausfreund“ ab und rief die Bevölkerung zur Mitteilung von biographischem Material auf, wodurch die idealisierende, anekdotenhafte Darstellung befördert wurde. Der ADB-Artikel von Alfred Stern aus dem Jahr 1895 gibt den damaligen Stand des Vincke-Mythos wieder.
Weitere Biographien von Julius Disselhoff (1894) und Karl Prümer (1902) brachten nichts wesentlich Neues. Eine erste sachliche, aber nicht idealisierende Bearbeitung legte Georg Reinhardt 1920 in seiner kurzen Dissertation über Vinckes Verwaltungstätigkeit vor. Unter Hinzuziehung der Verwaltungsakten schrieb der Staatsarchivar Heinrich Kochendörffer eine zweiteilige Vincke-Biographie, die wie Bodelschwinghs Werk nur bis 1816 reichte; wiederum verhinderte der Tod des Autors die Fortführung.
Der Historiker Wilhelm Steffens veröffentlichte in den 1930er Jahren drei Einzelstudien über Vincke, die von Barmeyer als „stark zeitgebunden“ eingeordnet werden, da sie vom Standpunkt der Blut-und-Boden-Ideologie ausgehend Vinckes Liberalität verurteilten; seine antisemitische Haltung wurde als nicht weitgehend genug kritisiert, weil ihr die rassistische Komponente fehlte.
Nach dem Zweiten Weltkrieg zeichnete Wilhelm Schulte in seinem Werk „Volk und Staat“ ein positives Bild Vinckes in der „wohl am besten verwalteten Provinz des preußischen Staates“ und kritisierte nur den alten Vincke wegen seiner antidemokratischen Auffassungen. Im gleichen Jahr erschien Wilhelm Schulze-Marmelings Arbeit über die englischen Einflüsse auf Vincke und Schön, die nach Barmeyer zum Besten gehöre, was über Vincke veröffentlicht wurde. Eine detaillierte und differenzierte Sicht, sowohl sachlich als auch chronologisch, führte Dietrich Wegmann zu der These, dass Vincke nicht einfach als liberal-konservativ oder reformkonservativ gesehen werden könne; vergleichbar in dieser Tendenz liege auch Siegfried Bahnes Schrift von 1975.
Ludger Graf von Westphalen lieferte 1981 eine erste Teiledition der Tagebücher. Seine posthum herausgegebene Biographie umfasst nur die erste Lebenshälfte Vinckes bis 1809; abermals verhinderte der Tod des Autors ihre Fertigstellung. Eine Gesamtbewertung seines Lebens und seiner Aktivitäten wird dadurch erschwert, dass eine moderne wissenschaftliche Biographie Ludwig von Vinckes fehlt (Stand 2022).
Der Vincke-Nachlass wird im Landesarchiv Nordrhein-Westfalen Abteilung Westfalen in Münster aufbewahrt.

### Ehrungen

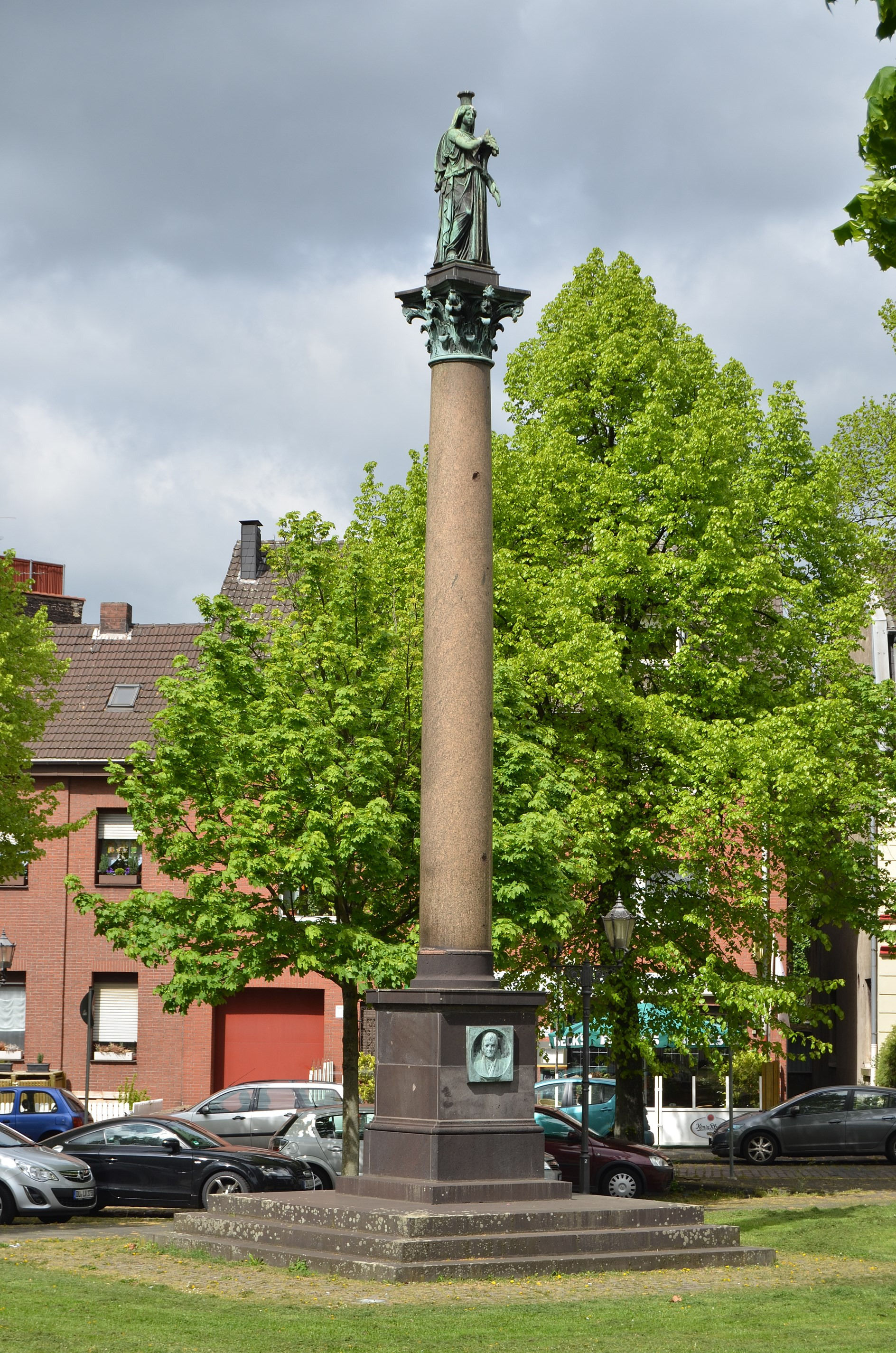
Vinckesäule auf dem Vinckeplatz in Duisburg-Ruhrort

Ludwig von Vincke wurde 1795 Ritter des Johanniterordens. Im Jahre 1813 wurde er mit dem Eisernen Kreuz am weißen Bande für Nichtkombattanten, 1842 dem Schwarzen Adlerorden, dem höchsten preußischen Orden, und im Jahre 1825 mit dem Titel „Wirklicher Geheimer Rat“ und dem Prädikat „Exzellenz“ ausgezeichnet. Im Jahre 1819 erhielt er die Ehrendoktorwürde der Universität Bonn, 1844 der Universität Königsberg und am 23. Dezember 1841 das Ehrenbürgerrecht seiner Geburtsstadt Minden.
An Ludwig von Vincke erinnern in Dortmund der Vincketurm nahe der Hohensyburg sowie der Vinckekanal und der Vinckeplatz mit der Vinckesäule in Duisburg. Vincke ist auf Hugo Hagens Relief „Eröffnung des Ersten Westphälischen Landtages“ auf dem Fries an der Westseite des Stein-Denkmals in Berlin als Person rechts neben Stein dargestellt.
Zahlreiche Gemeinden, vorwiegend in Westfalen, haben öffentlichen Verkehrsraum nach Vincke benannt. Mehrere Schulen tragen Vinckes Namen: die von-Vincke-Schule für Sehbehinderte in Soest, die Freiherr-von-Vincke-Realschule Minden und Grundschulen in Hagen und Hamm.
Ludwigsdorf in Ostfriesland, heute Ortsteil der Gemeinde Ihlow, erhielt seinen Namen nach Vinckes Vornamen.
Vergangene Ehrungen sind ein Ostindienfahrer und ein Rheinschiff, die seinen Namen trugen.

## Familie

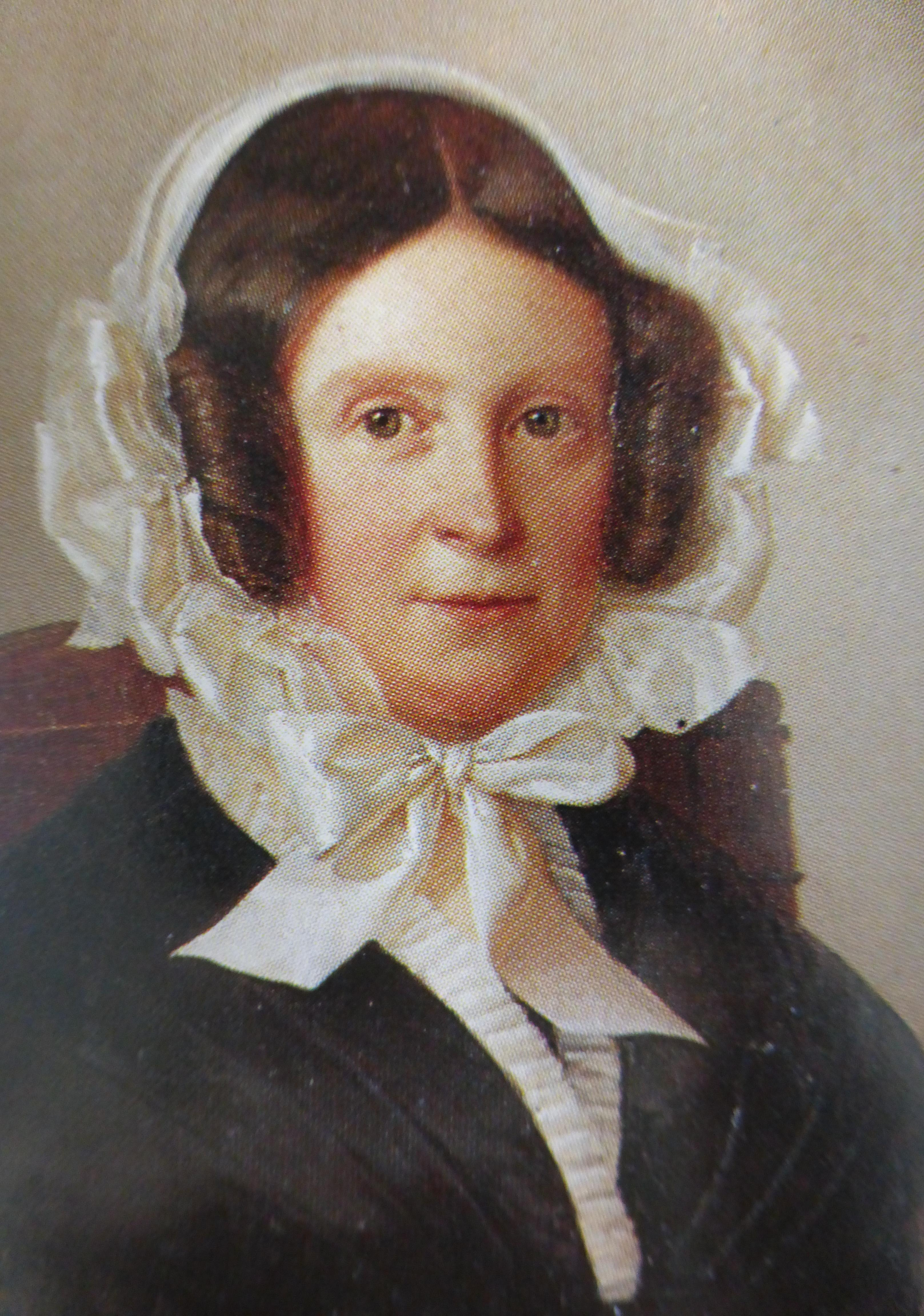
Luise von Vincke (1798–1873) (Gemälde von Friedrich Boser, 1840)

Ludwig von Vincke war zweimal verheiratet. Er heiratete am 20. Mai 1810 Eleonore Freiin von Syberg (8. Oktober 1788–13. Mai 1826) aus dem Haus Busch bei Hagen, die am 13. Mai 1826 an Lungentuberkulose verstarb. Aus der Ehe stammten vier Söhne und vier Töchter:
- Georg (15. Mai 1811–3. Juni 1875), preußischer Politiker
- Karl Gisbert Friedrich (6. September 1813–5. Februar 1892) ⚭ (1.) 28. September 1848 Antonie von Monsterberg (23. August 1826–23. März 1857), ⚭ (2.) 10. Juli 1860 Auguste von Dungern (* 24. November 1832)
- Wilhelmine (*† 3. März 1815)
- Wilhelmine (11. November 1817–26. August 1888) ⚭ 2. Dezember 1837 Constantin Christian Wilhelm Graf zur Lippe-Biesterfeld (14. März 1811–8. Oktober 1861)
- (Tochter) (*† 18. September 1819)
- Ernst Friedrich Wilhelm Karl (24. September 1819–11. April 1856), Landrat in Hamm ⚭ 1855 Mathilde Gisberta Wilhelmine Auguste von Khaynach, verwitwete Regenhertz (25. Mai 1815–23. Januar 1891)
- Caroline (4. September 1822–2. Juli 1870) ⚭ 19. Mai 1844 Ernst von Sierstorpff-Driburg (24. Juli 1813–18. März 1855).[190]
- Friedrich Heinrich Karl Franz (20. September 1824–14. August 1901), Oberregierungsrat in Koblenz ⚭ Bernhardine Christine Auguste Düesberg (3. Oktober 1829–21. Februar 1910)

Nach dem Tod seiner ersten Frau heiratete er am 22. September 1827 Luise von Hohnhorst (10. September 1798–3. Dezember 1873) aus dem Haus Hohnhorst bei Celle. Ihre Eltern waren Burghard von Hohnhorst und Charlotte von Veltheim. Das Paar hatte sechs Töchter:
- Luise Charlotte (9. März 1830–28. April 1912)
- Eleonore (2. Dezember 1831–25. April 1906) ⚭ 20. September 1856 Bruno Otto Karl von Hohnhorst (28. Oktober 1822–17. Februar 1886) aus dem Haus Hohnhorst
- Luise Henriette (7. August 1833–12. März 1894)
- Marie Caroline (15. September 1835–15. November 1921)
- Anna (20. Februar 1838–26. Juni 1839)
- Klara (* 25. Dezember 1843–27. April 1929) ⚭ 28. August 1874 Maximilian Freiherr von Dungern (16. Mai 1838–23. Dezember 1894)

Ein Cousin Ludwig von Vinckes war der hannoversch-britische General Carl von Alten. Vinckes erster Biograf Ernst von Bodelschwingh war ein Cousin seiner ersten Ehefrau Eleonore.

## Schriften

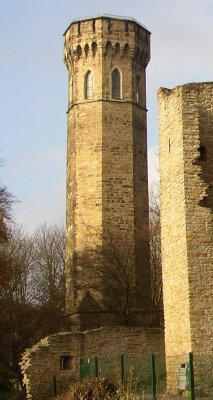
Vincketurm an der Hohensyburg (Dortmund)

- Barthold Georg Niebuhr (Hrsg.): Darstellung der innern Verwaltung Großbritanniens. Berlin 1815.
- (Berichtigung von Gerüchten über Prügelexzesse bei den Weseler Wallarbeiten). In: Hermann, Jahrgang 1815, 79. Stück, S. 625–627.
- Bau der Kunststraßen durch Privat-Vereinigung. In: Hermann, Jahrgang 1816, 15. Stück, S. 113–116.
- Bericht an des Herrn Ministers des Innern Excellenz über die Zerstückelung der Bauernhöfe und die Zersplitterung der Grundstücke in der Provinz Westfalen. Aschendorff, Münster 1824.
- Ueber Gemeinheitstheilungen. Berlin 1825.
- Matricul der landtagsfähigen Güter in der Provinz Westphalen. Manuskript, 1835.
- Die Tagebücher des Oberpräsidenten Ludwig Freiherrn Vincke 1813–1818, Bearb. Ludger Graf von Westphalen. Aschendorff, Münster 1980.
- Die Tagebücher des Ludwig Freiherrn Vincke 1789–1844. Aschendorff, Münster 2009–2022, 11 Bände.
  - Bd. 1: 1789–1792. Bearb. Wilfried Reininghaus, Hertha Sagebiel. 2009
  - Bd. 2: 1792–1793. Bearb. Wilfried Reininghaus, Herta Sagebiel, Tobias Meyer-Zurwelle, Tobias Schenk. 2011
  - Bd. 3: 1793–1800. Bearb. Horst Conrad, Silvia Dethlefs, Herta Sagebiel. 2020
  - Bd. 4: 1800–1804. Bearb. Horst Conrad. 2022
  - Bd. 5: 1804–1810. Bearb. Hans-Joachim Behr. 2009
  - Bd. 6: 1810–1813. Bearb. Horst Conrad, Silvia Dethlefs, Christine Schedensack. 2022
  - Bd. 7: 1813–1818. Bearb. Ludger Graf von Westphalen. 2019 (unveränderter Nachdruck von 1980)
  - Bd. 8: 1819–1824. Bearb. Hans-Joachim Behr. 2015
  - Bd. 9: 1825–1829. Bearb. Hans-Joachim Behr. 2015
  - Bd. 10: 1830–1839. Bearb. Heide Barmeyer-Hartlieb. 2018
  - Bd. 11: 1840–1844. Bearb. Hans-Joachim Behr, Christine Schedensack. 2019

### Biographien
- Ernst von Bodelschwingh: Leben des Ober-Präsidenten Freiherrn von Vincke: Nach seinen Tagebüchern bearbeitet. Georg Reimer, Berlin 1853. Digitalisat
- Peter Burg: Ludwig Freiherr von Vincke im Internet-Portal „Westfälische Geschichte“ des LWL-Instituts für Regionalgeschichte.
- Ludger Graf von Westphalen: Der junge Vincke (1774–1809). Aschendorff, Münster 1987, ISBN 3-402-05268-7
- Heinrich Kochendörffer: Vincke. W. Jahn, Soest 1932–1933.
  - Erster Teil (1774–1807). 1932.
  - Zweiter Teil (1807–1816). 1933.
- Ludwig Freiherr Vincke (1774–1844). Ausstellung zum 150. Todestag des ersten Oberpräsidenten der Provinz Westfalen. Selbstverl. des Nordrhein-Westfälisches Staatsarchiv, Münster 1994 (Veröffentlichungen der staatlichen Archive des Landes Nordrhein-Westfalen. Reihe D, Ausstellungskataloge staatlicher Archive; 27).
- Alfred Stern: Vincke, Ludwig Freiherr von. In: Allgemeine Deutsche Biographie (ADB). Band 39, Duncker & Humblot, Leipzig 1895, S. 736–743.
- Hans-Christof Kraus: Vincke, Ludwig Freiherr von. In: Neue Deutsche Biographie (NDB). Band 26, Duncker & Humblot, Berlin 2016, ISBN 978-3-428-11207-4, S. 815–817 (Digitalisat).

### Einzelthemen
- Astrid Albert: „Im Namen meiner theuren Marianne“: Männlichkeitskonstruktionen im Tagebuch des jungen Ludwig von Vincke. In: Georg Eckert, Carola Groppe, Ulrike Höroldt (Hrsg.): Preußische Staatsmänner. Herkunft, Erziehung und Ausbildung, Karrieren, Dienstalltag und Weltbilder zwischen 1740 und 1806. Duncker & Humblot, Berlin 2023 (Veröffentlichungen aus den Archiven Preußischer Kulturbesitz. Forschungen; 21,1), ISBN 978-3-428-18869-7, S. 151–182.
- Siegfried Bahne: Das Familienleben des Freiherrn Ludwig und der Freifrau Eleonore Vincke. In: Mentalitäten und Lebensverhältnisse. Beispiele aus der Sozialgeschichte der Neuzeit. Rudolf Vierhaus zum 60. Geburtstag. Vandenhoeck & Ruprecht, Göttingen 1982, ISBN 3-525-36178-5, S. 205–224.
- Siegfried Bahne: Die Freiherren Ludwig und Georg Vincke im Vormärz, Dortmund 1975 (Monographien zur Geschichte Dortmunds und der Grafschaft Mark; 5) (bes. S. 7–105: Ludwig Vincke als Oberpräsident von Westfalen).
- Heide Barmeyer: Der Oberpräsident Vincke als Präsident des Westfälischen Konsistoriums in den kirchenpolitischen Auseinandersetzungen in Preussen 1815–1834/35. Aschendorff, Münster 1991, ISBN 3-402-05613-5.
- Heide Barmeyer: Eleonore und Ludwig Vincke – eine Ehe in der Zerreißprobe zwischen verschiedenen Lebensentwürfen in der Übergangszeit der Moderne. In: Westfälische Zeitschrift, 165. Jahrgang (2015), S. 71–91.
- Hans-Joachim Behr, Jürgen Kloosterhuis (Hrsg.): Ludwig Freiherr Vincke: Ein westfälisches Profil zwischen Reform und Restauration in Preußen. Verein für Geschichte und Altertumskunde Westfalens, Münster 1994 (Veröffentlichungen der staatlichen Archive des Landes Nordrhein-Westfalen. Reihe C, Quellen und Forschungen; 34).
- Felix Gräfenberg: Preußens Werk und Vinckes Beitrag. Chausseebau in Westfalen als Gegenstand politischen Entscheidens, ca. 1816–1840er Jahre. In: Westfälische Forschungen. Band 72 (2022), S. 75–96.
- Olga Weckenbrock: Adel auf dem Prüfstand. Strategie der Selbstbehauptung bei Ernst (1738–1813) und Ludwig (1774–1844) Freiherren von Vincke. (= Westfalen in der Vormoderne, Band 20). Verlag Aschendorff, Münster 2014.